# Attractiepark Toverland
Toverland is een deels overdekt attractiepark in het Nederlandse Sevenum, gelegen op grondgebied van het dorp Kronenberg. Het werd in 2001 geopend als overdekte speeltuin en groeide uit tot een middelgroot themapark. Hierdoor is het een van de best bezochte dagattracties van Nederland.

## Geschiedenis

### Terrein
Het attractiepark is gebouwd op de inmiddels verdwenen Steegbergheide. Deze heide verdween door menselijk handelen in de jaren 30 van de twintigste eeuw. Er werden weilanden en beekjes aangelegd zoals de Wertemerloop. Dit beekje bestaat vandaag de dag nog steeds en bevindt zich tussen het attractiepark en het parkeerterrein. Van 1912 tot en met 1915 werd een deel van het terrein gebruikt voor proefboringen naar steenkool. Tegenover de 'oude' entree van het attractiepark herinnert een monument hieraan. Het monument bestaat uit een stalen duiker die fungeert als boorpijp. Het monument is in 2006 geplaatst met financiële hulp van het attractiepark. Op 8 november 1997 werd op het terrein begonnen met het graven van twee visvijvers. Op 1 januari 2000 werden deze vijvers 'geopend' onder de naam het Schorfven. In 2008 werden de visvijvers gesloten met oog op de uitbreiding van het attractiepark. Inmiddels is een van de vijvers onderdeel van themagebied Avalon.
Voor de bouw van het attractiepark moest een deel van de Steegbredeweg verwijderd worden. Deze weg liep van Sevenum naar de N277 op de plek waar nu het Land van Toos en achtbaan Troy zich bevinden. De ligging van de voormalige weg is op satellietbeelden nog terug te vinden door een onderbroken rij bomen.

### Idee en ontwerp

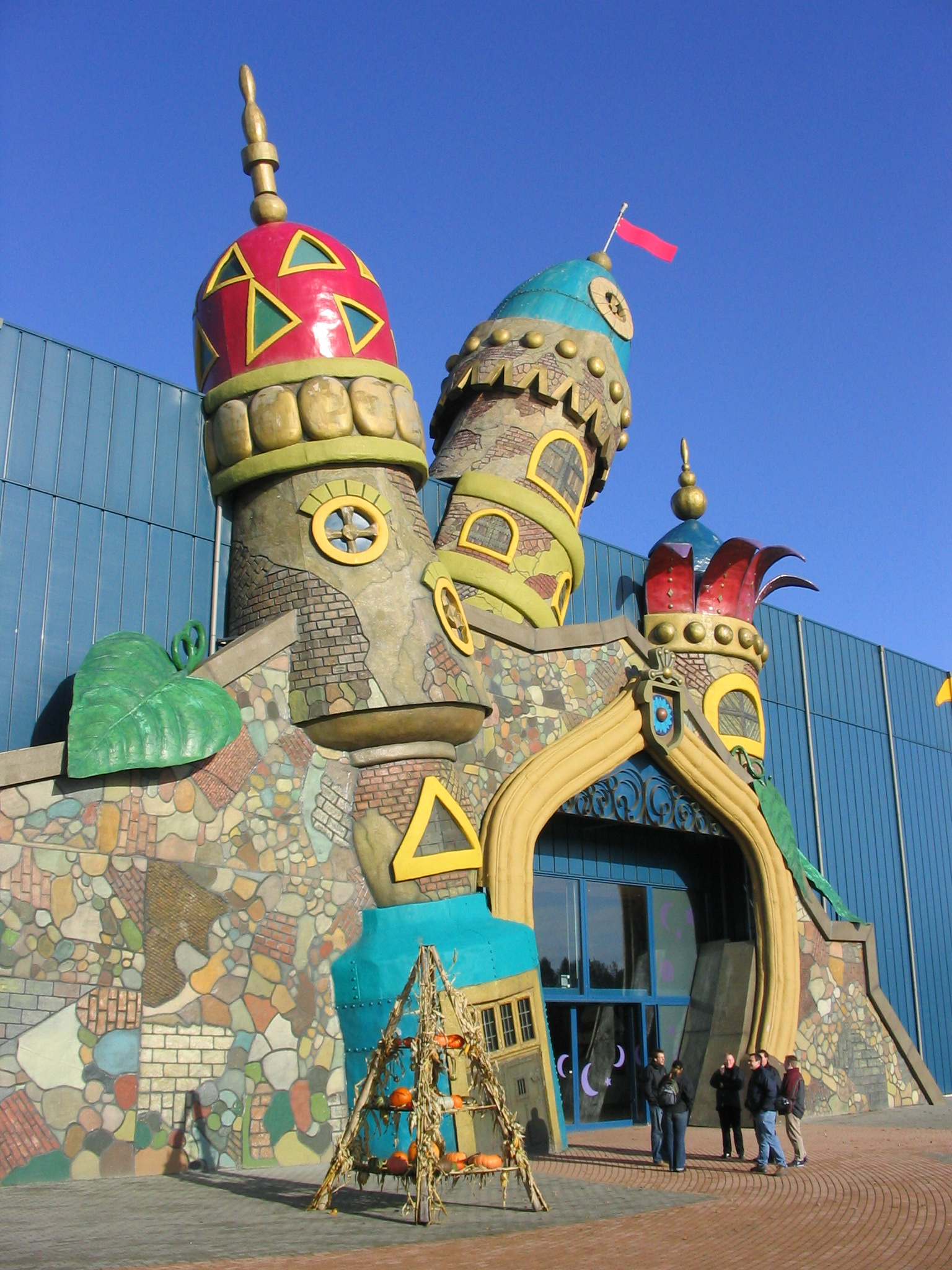
Voormalige hoofdentree

Het idee voor de realisatie van Attractiepark Toverland is ontstaan in het Steinerbos tijdens een regenbui. De eigenaar Jean Gelissen, voormalig timmerman, bezocht dit recreatieterrein met zijn kinderen. In de middag begon het plots te regenen waarna de bezoekers vertrokken. Dat was het moment dat Gelissen op het idee kwam om een overdekt attractiepark te realiseren. Vervolgens heeft Gelissen zijn zus Caroline, werkzaam op een basisschool en voormalig algemeen directeur van Toverland, bij het proces betrokken. Caroline heeft diverse kinderen op de school de vraag gesteld wat er voor attracties in het overdekte park moesten herrijzen. Ter voorbereiding bezochten broer en zus samen diverse attractieparken wereldwijd. De naam Toverland was een idee van Caroline. Ook de voormalige directeur van de Efteling Ronald van der Zijl heeft een adviserende rol gespeeld tijdens het opstarten van het attractiepark. Qua locatie waren diverse locaties uitgekozen zoals Stein en andere plaatsen in Zuid-Limburg. Om deels politieke redenen werden de locaties uiteindelijk niet als geschikt gezien. Men stuitte daarna op een groot stuk grond nabij het Noord-Limburgse Sevenum. Deze locatie werd als aantrekkelijk beschouwd omdat er veel grond aanwezig was voor toekomstige uitbreidingen. Uiteindelijk begon men met de bouw van het attractiepark in Sevenum, dat 19 miljoen gulden kostte. Het park opende vervolgens zijn deuren voor bezoekers op 19 mei 2001. Op de openingsdag trok het attractiepark 800 bezoekers. Op de tweede dag, 20 mei, 1000 bezoekers. Het bezoekersaantal groeide dagelijks, waarna twee weken later het attractiepark aan het maximum aantal bezoekers van 3200 was gekomen.

### Beginjaren

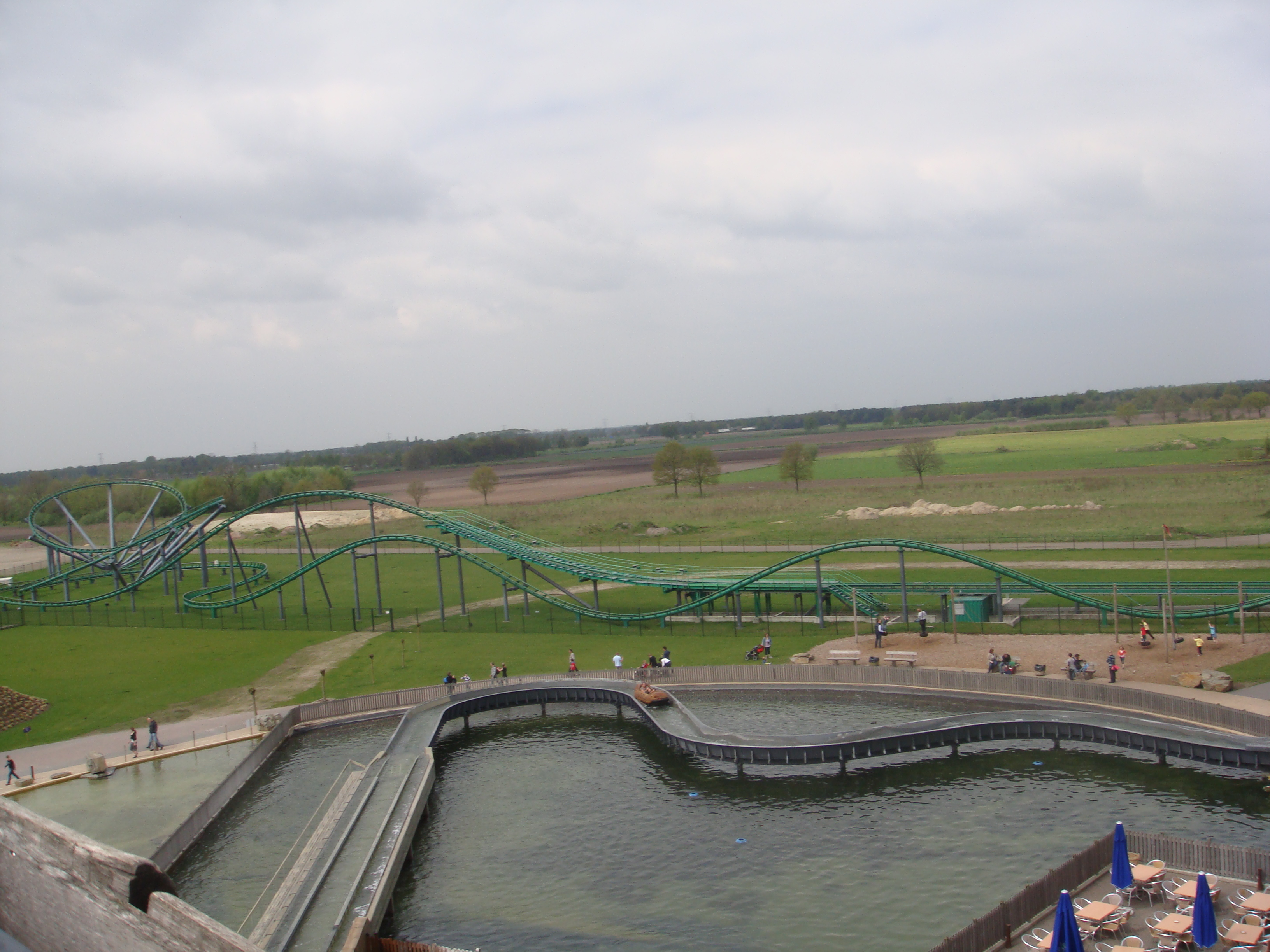
Beeld van het park in 2009. Vrijwel geen decoratie en diverse themagebieden bestonden nog niet.

Attractiepark Toverland opende als een overdekt pretpark met diverse attracties, met name gericht op jonge kinderen. Attracties van het eerste uur waren onder andere: Toos-Express en Theekopjes. De hal heeft inmiddels diverse metamorfoses ondergaan en gaat nu door het leven als Land van Toos, een van de themagebieden van het attractiepark. Aan de zuidkant van de groene loods bevond zich de entree met in gele letters de naam van het attractiepark. Ervoor ligt een plein met een vijver. Deze entree bestaat nog steeds, maar sinds 2018 niet meer dienst als hoofdentree. Deze entree wordt nu gebruikt als receptie voor de Pop-Up Camping.
In augustus 2001, vier maanden na de opening van Toverland, werd nagedacht over uitbreiding van het park. De directie wilde ditmaal een tweede overdekte hal bouwen met daarin attracties voor een oudere doelgroep. Hiervoor werden enquêtes gehouden onder de bezoekers met de vraag wat voor attracties ze graag zouden zien. In 2004 werd de eerste uitbreiding geopend voor het publiek. Het bestond uit een tweede indoor gedeelte onder naam Magic Forest, het huidige themagebied Wunder Wald. Het themagebied bestond uit zes attracties waaronder: Woudracer, Backstroke en Villa Fiasco. Op 27 juli 2004 opende de Booster Bike als eerste attractie die zich volledig buiten bevond. Toverland had hiermee een primeur met de eerste motorfietsachtbaan ter wereld. Booster Bike had eigenlijk tegelijk met de opening van het Magic Forest plaats moeten vinden, maar opende later door vertragingen. Als goedmaker werd gedurende een periode een wildemuis-achtbaan van een kermisexploitant opgesteld in het park.

### Buitengebieden

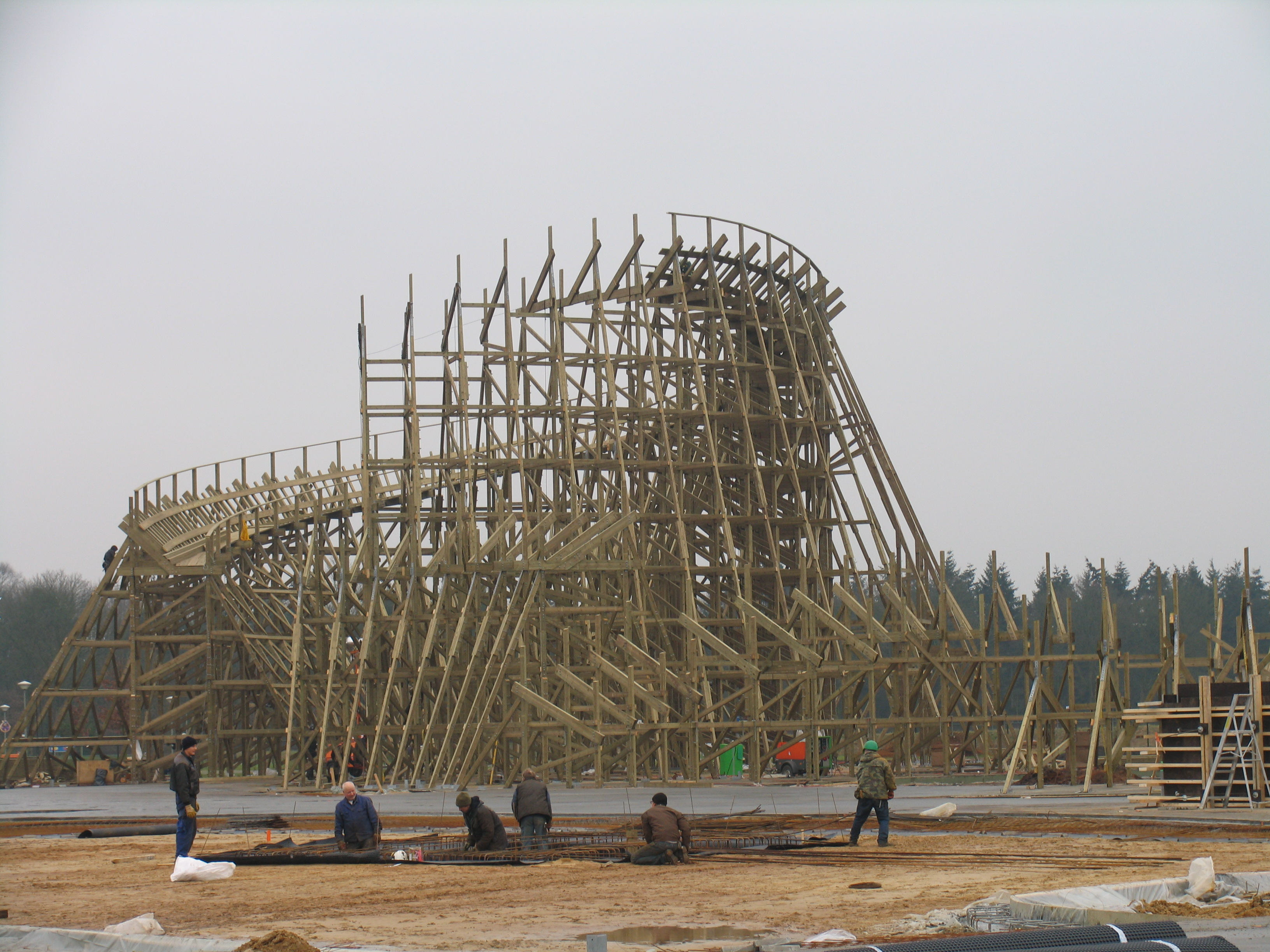
De bouw van de houten achtbaan Troy anno 2007.

De directie van het attractiepark dacht na over welke richting ze precies met het attractiepark op wilde. Het openen van een derde indoor hal werd als serieuze optie gezien. Met het openen van een derde hal zou Toverland het grootste indoor-attractiepark ter wereld worden. Uiteindelijk koos men ervoor om een attractiepark voor alle leeftijden te worden en niet verder te willen als indoor pretpark. De eerste stap om dit doel te realiseren was de bouw van de houten achtbaan Troy in het nieuwe themagebied Troy-Area. De eigenaar van Toverland wilde met de bouw van een houten achtbaan laten zien welke weg het attractiepark in gaat slaan. Uiteindelijk opende na diverse tegenslagen Troy op 1 juli 2007. Zo stortte tijdens de bouw een deel van de constructie in door de wind. Tot de dag van vandaag is de achtbaan recordhouder van de hoogste, langste en snelste houten achtbaan van de Benelux. Drie jaar later op 8 juli 2010 werd het themagebied uitgebreid met twee nieuwe attracties: Scorpios en de Paarden van Ithaka. Deze uitbreidingen zorgden ervoor dat de bezoekersaantallen stegen en in 2011 het park meer dan een half miljoen bezoekers ontving. Datzelfde jaar investeerde het attractiepark circa €1,5 à €2 miljoen in het verbouwen van themagebied Land van Toos. Tijdens de verbouwing werd er in de lege hal decoratie aangebracht.

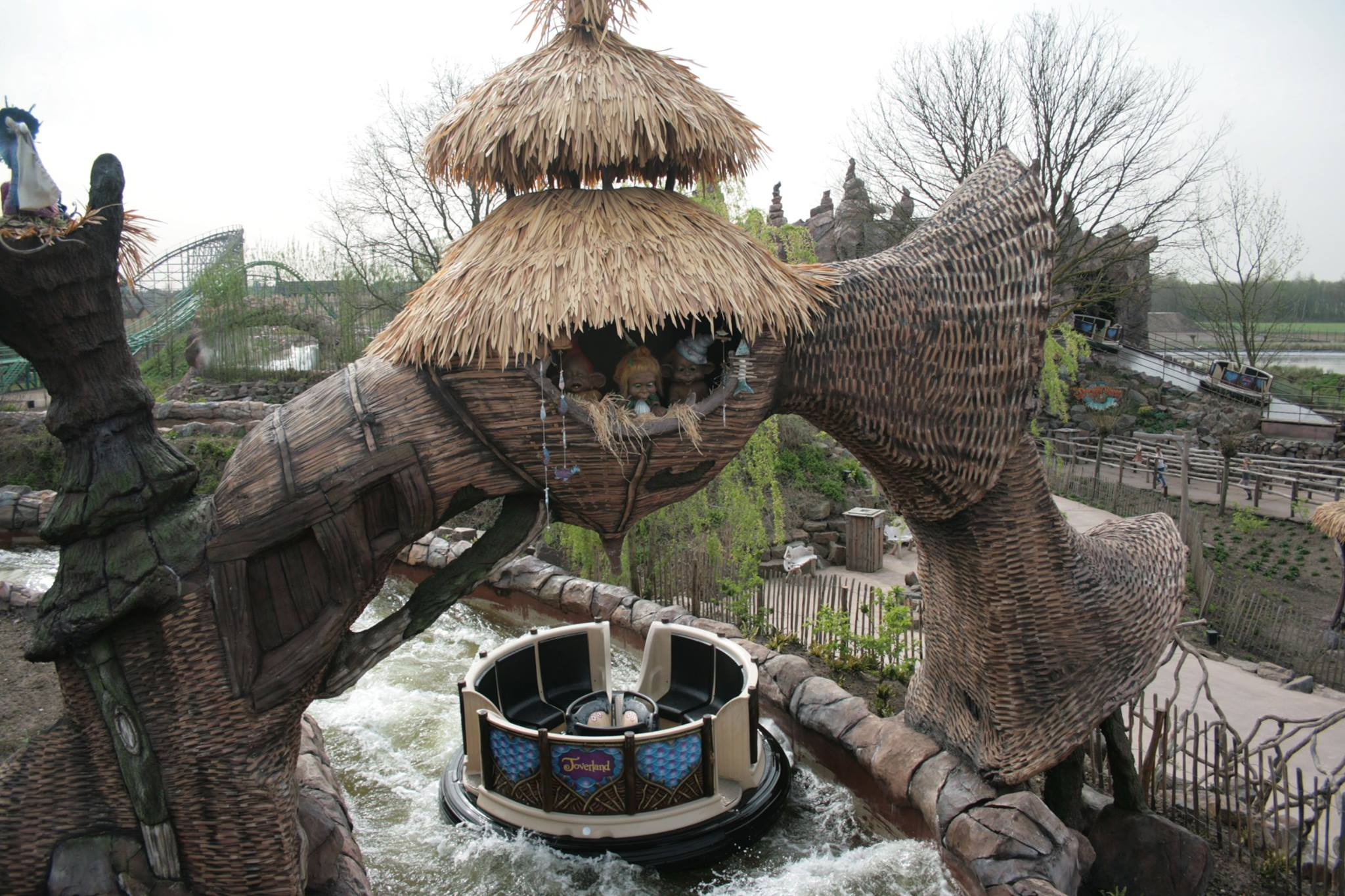
Wildwaterbaan Djengu River opende in 2013, tezamen met themagebied de Magische Vallei. Vlak na de opening was de beplanting nog niet volgroeid.

In 2011 werd begonnen met de bouw van een nieuw themagebied, de Magische Vallei, ten noorden van het attractiepark. Het themagebied werd in twee delen geopend voor het publiek. Op 29 september 2012 opende achtbaan Dwervelwind, de grootste draaiende achtbaan van Nederland, en een jaar later opende op 18 april 2013 rapid river Djengu River. De bouw van het themagebied liep vertraging op door de strenge winter. Door deze uitbreiding groeide het park ineens met 1,5 keer zijn oorspronkelijke grootte. Het groeide van 8 hectare naar 12 hectare. De bouwkosten voor het themagebied bedroegen €14 miljoen. In 2013 stegen de bezoekersaantallen van het park naar 520.000 bezoekers en riepen de leden van de ANWB in 2012 het attractiepark uit tot leukste uitje van Nederland. Toverland was in 2012 ook aanwezig op de Floriade in Venlo. Tijdens deze exhibitie diende een van de boomstammen van de Backstroke-attractie als fotomoment.

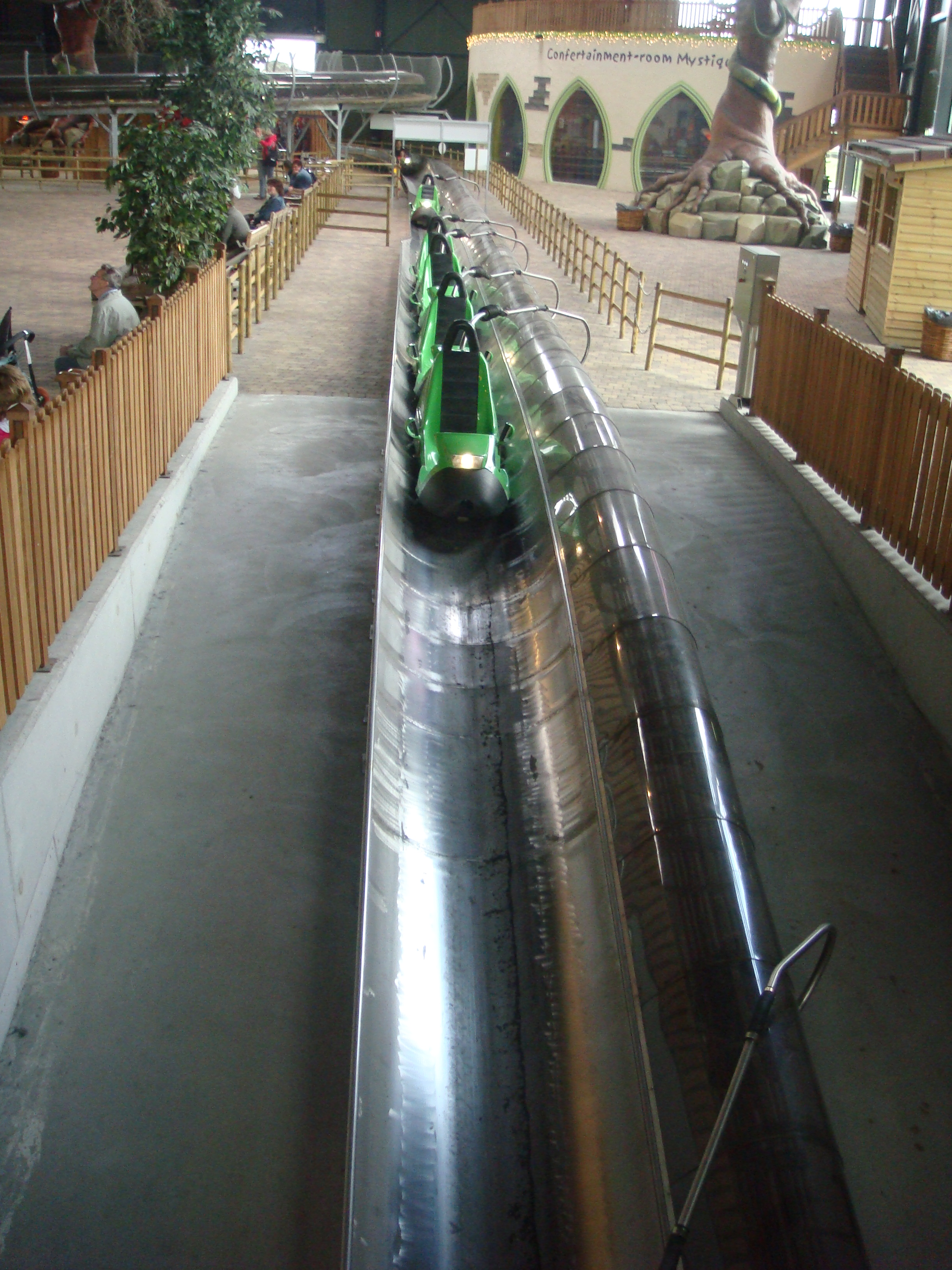
Voormalige attractie Woudracer werd in 2015 vervangen door Maximus' Blitz Bahn.

In 2014 maakte Toverland bekend dat de attractie Woudracer technisch gezien aan het eind van zijn levensduur was. Er werd gezocht naar een vervanger. Dit leverde twee scenario's op: een theater of een verbeterde versie van Woudracer. Er werd voor optie twee gekozen, waarna eind 2014 de bouwwerkzaamheden begonnen. Op 28 maart 2015 opende de vernieuwde bobkart Maximus' Blitz Bahn. De Blitz Bahn is de eerste attractie van het park waar ervoor gekozen is om de wachtrij uitgebreid te decoreren en een verhaal aan de attractie te voegen. Ook werd het personage Maximus geïntroduceerd die in de loop der jaren een grotere rol ging spelen bij diverse attracties. In de wachtrij van Maximus' Blitz Bahn zijn een aantal onderdelen van de voormalige Woudracer te vinden als herinnering aan de afgebroken attractie. Tegelijk met de bouw van de Blitz Bahn werd een deel van het themagebied omgebouwd naar een Oostenrijks thema. Er werd o.a. een biergarten geplaatst, een Milkawinkel geopend en diverse attracties kregen een Duitse naam. Ook werd de draaimolen uit het Land van Toos naar het themagebied verhuisd. De bezoekersaantallen bleven stijgen en Toverland ontving een Zoover Award voor beste attractiepark van Nederland. Later in het jaar sloot de zweefmolen Sim sa la Swing in het themagebied Land van Toos om vervangen te worden. Eind december 2015 werd de nieuwe zweefmolen onder de naam Djinn geopend.
In de jaren die daarop volgden bleven de bezoekersaantallen gelijk. In 2016 vierde het attractiepark zijn vijftiende verjaardag. Dit werd gevierd met diverse investeringen in entertainment. Qua horeca opende het attractiepark de eerste automatiek van het park in themagebied Wunderwald.

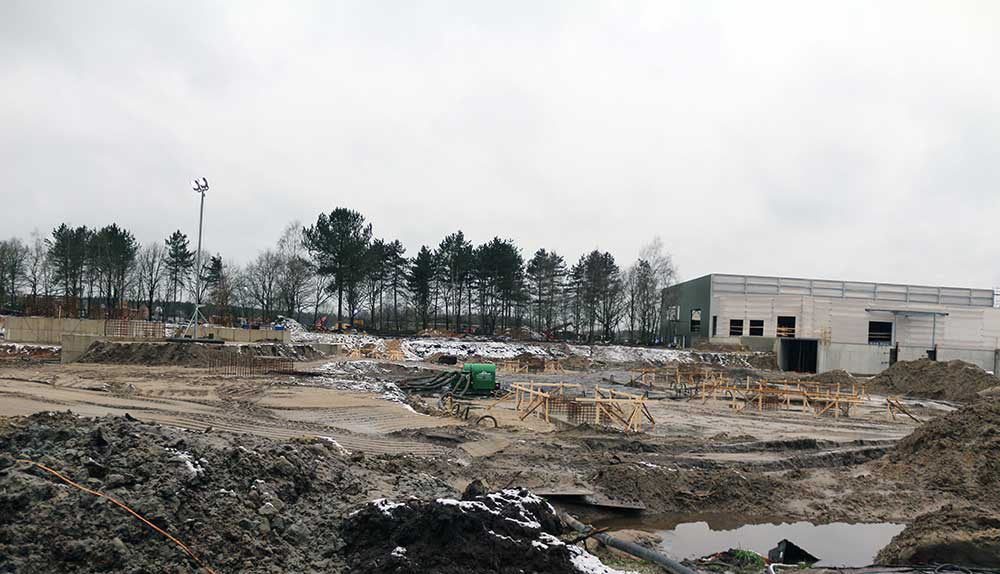
Voor de bouw van themagebied Avalon werd een van de vijvers drooggelegd.

In 2017 maakte de directie bekend dat het attractiepark opnieuw ging uitbreiden. Het ging om de grootste uitbreiding ooit waardoor het park de helft groter werd. De bouw van deze themagebieden begon 5 september 2017. De € 35 miljoen kostende vernieuwingen bestonden uit twee themagebieden. Het eerste themagebied, Avalon, werd aangelegd rondom een vijver in het noorden van het attractiepark. Er werden twee attracties gebouwd: de achtbaan Fēnix en rondvaart Merlin's Quest. Ook opende er een speeltuin, restaurant en souvenirwinkel. Avalon draaide om het thema keltische mythologie. Naast Avalon werd er een nieuw themagebied onder de naam Port Laguna geopend dat in het teken stond van het Middellandse Zeegebied. Ook werd tegelijk met de opening van Port Laguna de hoofdentree naar het themagebied verplaatst. De voormalige hoofdentree in het Land van Toos bleef wel bestaan en wordt gebruikt tijdens de winteropenstelling van het park. Ook werd de parkeercapaciteit van het park uitgebreid. Op 7 juli 2018 werden alle uitbreidingen tegelijk geopend. Tevens kregen datzelfde moment diverse themagebieden en attracties een andere naam. Datzelfde jaar steeg het bezoekersaantal met ongeveer 200.000 personen. De directie gaf aan enigszins teleurgesteld te zijn in de bezoekersaantallen en had verwacht de grens van een miljoen bezoekers te doorbreken. Dat dit niet lukte weet men aan de hete zomer.

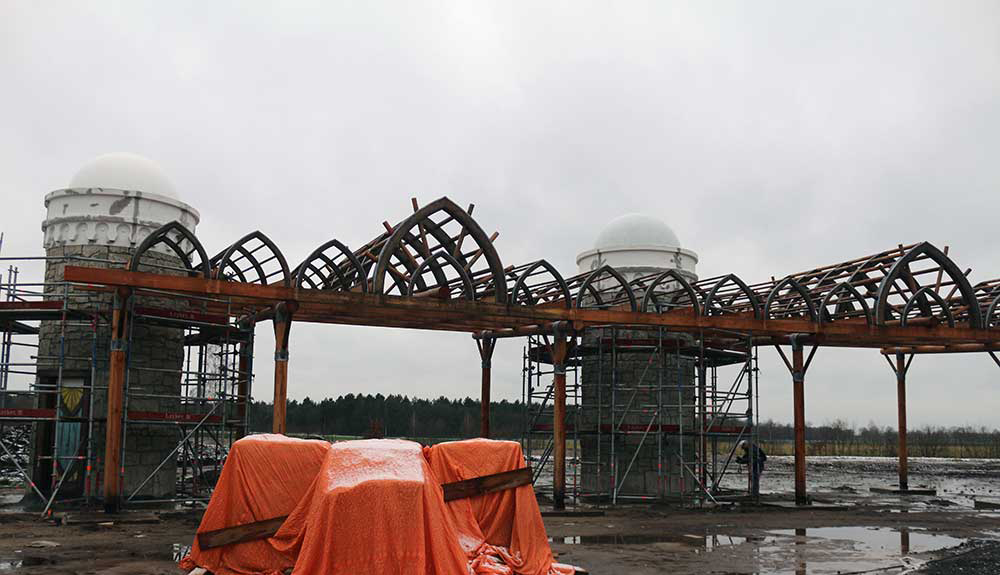
Bouwfoto van de nieuwe hoofdentree anno januari 2018.

Sinds de jaren 10 kampt het attractiepark met een imagoprobleem. Toverland heeft het stigma dat het alleen geschikt zou zijn voor jonge kinderen. Om die reden heeft het park diverse investeringen gedaan om naar buiten te brengen dat het ook voor volwassenen geschikt is. Deze investeringen omvatten onder andere: een nieuw logo, nieuwe attracties voor volwassenen en het aanpassen van bestaande decoratie. In 2018 werd een naamsverandering voor het park overwogen, maar hier heeft de directie van afgezien.

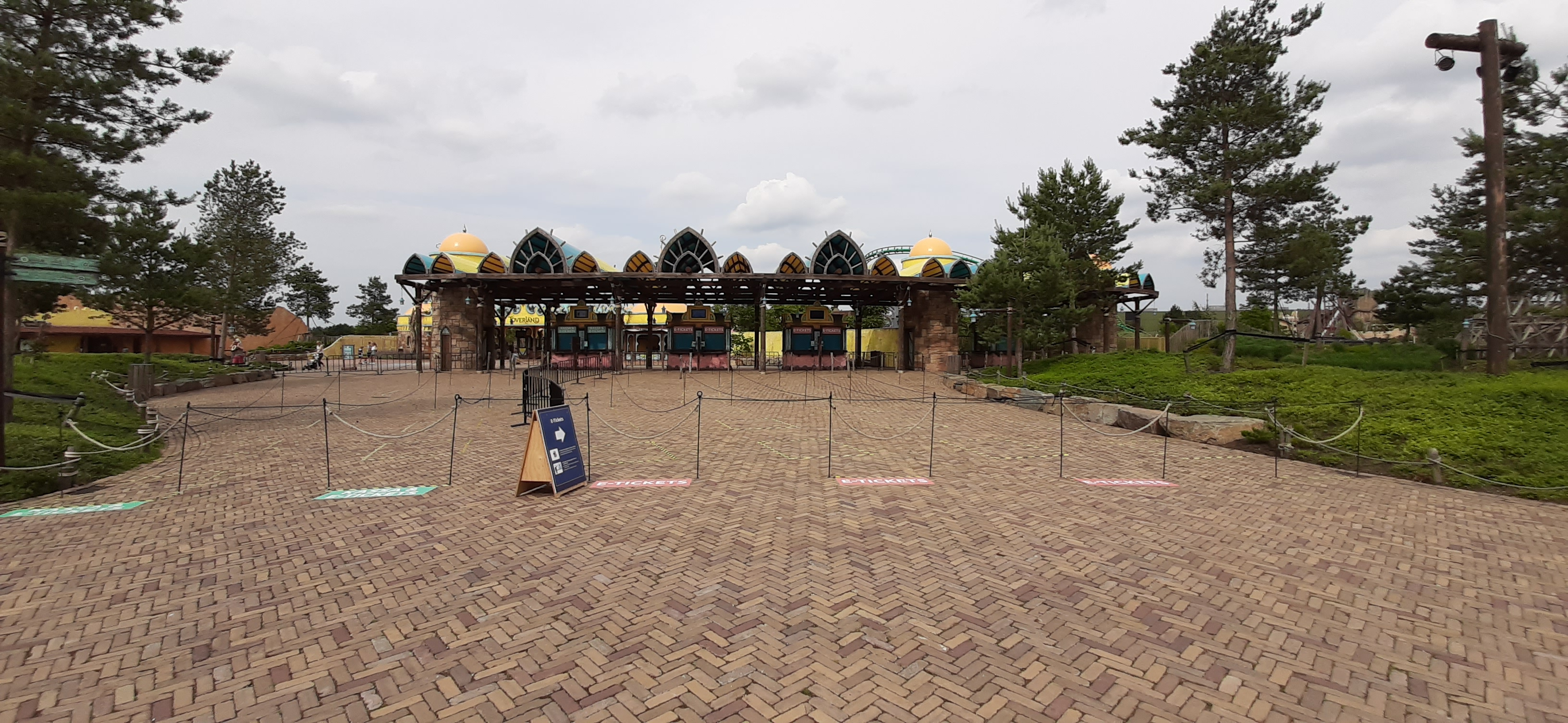
Coronamaatregelen in het park gedurende de coronapandemie.

In 2020 brak in Nederland de coronacrisis uit. Naar aanleiding hiervan nam het attractiepark afhankelijk extra maatregelen zoals het extra reinigen van voertuigen. Toverland wilde de deuren niet sluiten ondanks dat de overheid als advies gaf om niet naar plekken te gaan met meer dan 100 bezoekers. Uiteindelijk besloot Toverland op 13 maart na overleg met de gemeente Horst aan de Maas en de veiligheidsregio ook de deuren te sluiten. Dit was de eerste dag in de geschiedenis van het park dat het geen bezoekers ontving. Het attractiepark gaf aan op 28 maart de poorten weer te willen openen, maar zag hier later weer vanaf. Op 22 maart organiseerden Attractiepark Toverland en de Efteling een lichtshow zonder publiek vanwege de actie LightTheSky om Nederlanders een hart onder de riem te steken. Op 8 mei maakte het park bekend te werken aan een heropening van het attractiepark. Hiervoor moest het park zich voorbereiden op de 1,5-meter-maatschappij. Om de genomen acties te evalueren werden genodigden gevraagd om het park te testen. Het attractiepark opende uiteindelijk op 19 mei 2020. Om open te kunnen had het park een aantal maatregelen genomen zoals: alle contactpunten extra reinigen, verplichte looproutes en een maximum capaciteit aan bezoekers. Dit laatste werd gehandhaafd door het verplichten van een reservering.
Voor het eerst sinds de opening had het park overnachtingsmogelijkheden. Van 11 juli tot en met 23 augustus 2020 had het attractiepark een tijdelijke camping ingericht met 120 campingplaatsen. Bezoekers konden een tent huren of met hun eigen tent, camper of caravan komen. De camping kreeg de naam: Pop-Up Summer Camp en bevond zich op het parkeerterrein ten zuiden van de achtbaan Troy. De pop-up camping bleek een succes te zijn. Op 5 november sloot het attractiepark, op last van de overheid, opnieuw de deuren vanwege het coronavirus. Twee weken later op 19 november heropende het attractiepark. Een maand later, 15 december, moest het park op last van overheidsmaatregelen opnieuw de deuren sluiten. Ook heeft het attractiepark een aantal werknemers moeten ontslaan vanwege het wegvallen van zakelijk evenementen. Op 21 januari maakte het park bekend in 2020 534.000 bezoekers getrokken te hebben. Een daling van 34% ten opzichte van 2019 ten gevolge van de coronacrisis. Toverland maakt een nettoverlies van €2,85 miljoen.

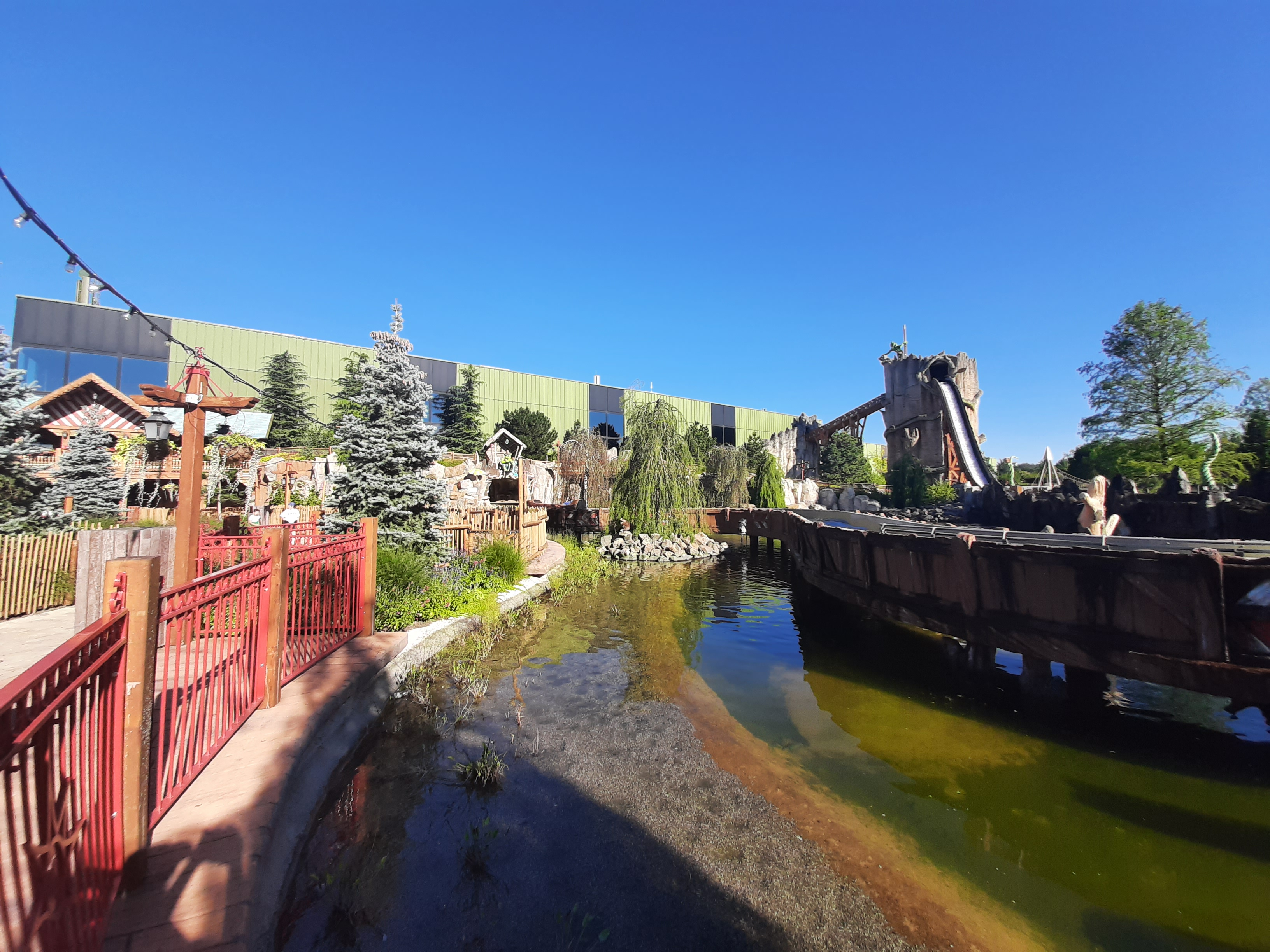
In 2022 onderging Expedition Zork een metamorfose en werd Maximus' Wunderball geopend.

Omdat het attractiepark nog steeds gesloten was vanwege de coronacrisis, richtte Toverland zich op bezoekers van een naastgelegen natuurgebied. Het parkeerterrein werd opengesteld, er werd een foodtruck geplaatst voor de voormalige hoofdentree en bezoekers konden uitgezette wandelingen maken in de omgeving. Het initiatief was een succes. De wachtrij voor de foodtruck, ToverTruck, liep in het eerste weekend op tot minimaal 45 minuten. Op 12 februari startte de eerste aflevering van het SBS-programma IJsmeesters: Een Koud Kunstje. Deze afvalrace werd opgenomen in het attractiepark. Op 19 mei, de twintigste verjaardag van het park, mocht Toverland de deuren weer heropenen, nadat de overheid de coronamaatregelen versoepeld had. Het twintigjarig jubileum werd gevierd met onder meer: een jubileumtijdschrift, gratis entree voor bezoekers met bepaalde namen en de uitgave van een speciale pin. Tegen het eind van het jaar, op 16 december, kondigde Toverland aan dat de boomstamattractie Expedition Zork een volledige metamorfose zou ondergaan.. Het kale gebied rondom de vijver bij de laatste afdaling van de boomstamattractie verscheen een gedecoreerd berglandschap met allerlei houten constructies. Op 22 april 2022 heropende Expedition Zork samen met een nieuwe attractie: Maximus' Wunderball, twee knikkerbanen in de decoratieve omgeving van Expedition Zork. Ook kregen beide attracties een achtergrondverhaal. Voortbordurend op het personage Maximus dat eerder verscheen bij de attractie Maximus' Blitz Bahn. Aan het einde van het jaar ontving het attractiepark voor het eerst sinds het bestaan meer dan 1 miljoen bezoekers op jaarbasis. Het uiteindelijke aantal bezoekers over heel 2022 was 1.032.000.

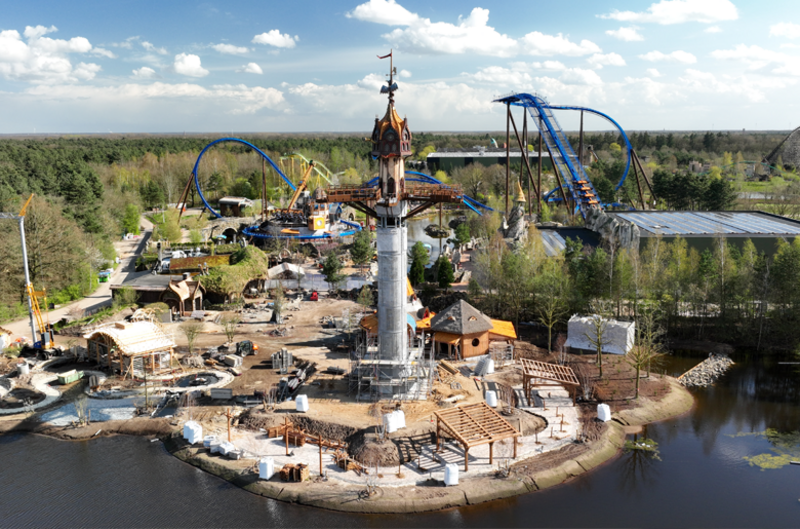
Bouwfoto van de uitbreiding van Avalon in het voorjaar van 2023. Op de voorgrond is Dragonwatch zichtbaar.

In 2022 vroeg Toverland een vergunning aan voor vier nieuwe attracties. In de daaropvolgende maanden maakte het attractiepark de attractietypes en namen bekend van de € 11,5 miljoen kostende uitbreiding van het themagebied Avalon. Buiten de vier attracties: Pixarus, Dragonwatch, Garden Tour en Jumping Juna introduceerde Toverland ook de nieuwe karakters Juna (een eenhoorn) en Sparky (een draak). Tevens werden een aantal (water)speeltuinen geopend en langs een van de paden verscheen Waterdwarf Alley. Al deze uitbreidingen openden op 1 juli 2023 en een dag eerder voor genodigden. Hierdoor groeide het themagebied Avalon in noordelijke richting en moest de noordelijk vijver deels drooggelegd worden. Het attractiepark hoopt de verblijfstijd van de bezoekers in Avalon te verhogen. De uitbreiding van Avalon heeft er mede voor gezorgd dat de bezoekersaantallen in 2023 opnieuw stegen. Toverland verwelkomde 1.165 miljoen bezoekers. Een stijging van 13% ten opzichte van 2022. In dezelfde periode gaf Rijkswaterstaat aan dat stijgende bezoekersaantallen een probleem kunnen vormen in de toekomst.

## Attracties
Het attractiepark telt 35 attracties, waarvan het attractietype achtbaan het meest voorkomt in Toverland. Ook telt het attractiepark vijf verschillende waterattracties zoals een rapid river en boomstamattractie. De hoogste concentratie kinderattracties bevindt zich in het themagebied het Land van Toos. Er zijn twee attracties met een inversie: Fēnix en Pixarus.

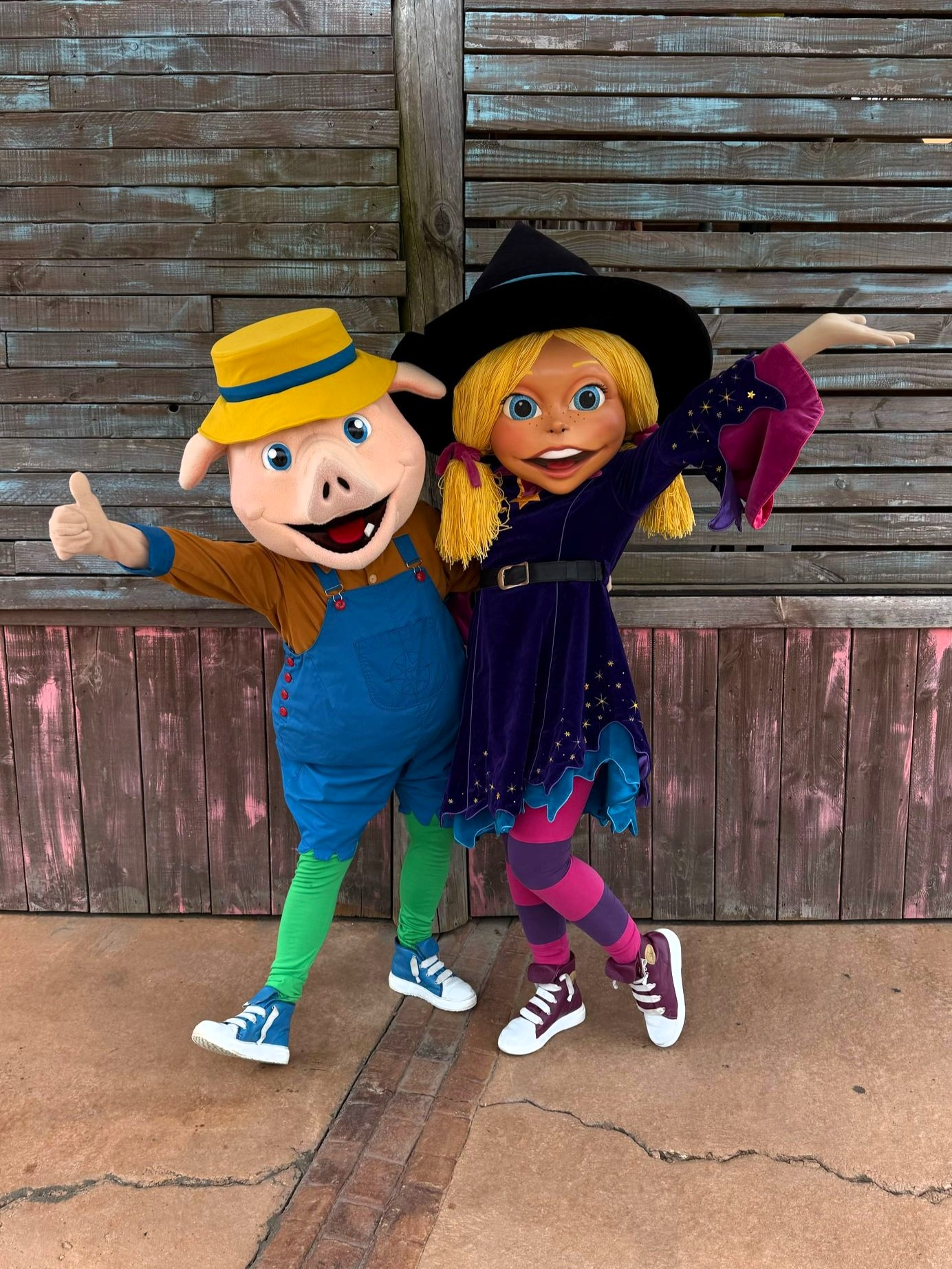
Toos & Morrel, de mascottes van Toverland.

In de wachtrijen van de attracties Expedition Zork, Pixarus en Dragonwatch worden bezoekers gesorteerd naar groepsgrootte. Dragonwatch heeft ook een single riders-rij en is daarmee de enige attractie in het park met zo'n wachtrij. In de smartphoneapplicatie van de Toverland zijn de live show- en wachttijden van alle attracties te vinden.

## Themagebieden
Toverland telt zes themagebieden, waarvan twee grotendeels overdekt.

### Land van Toos

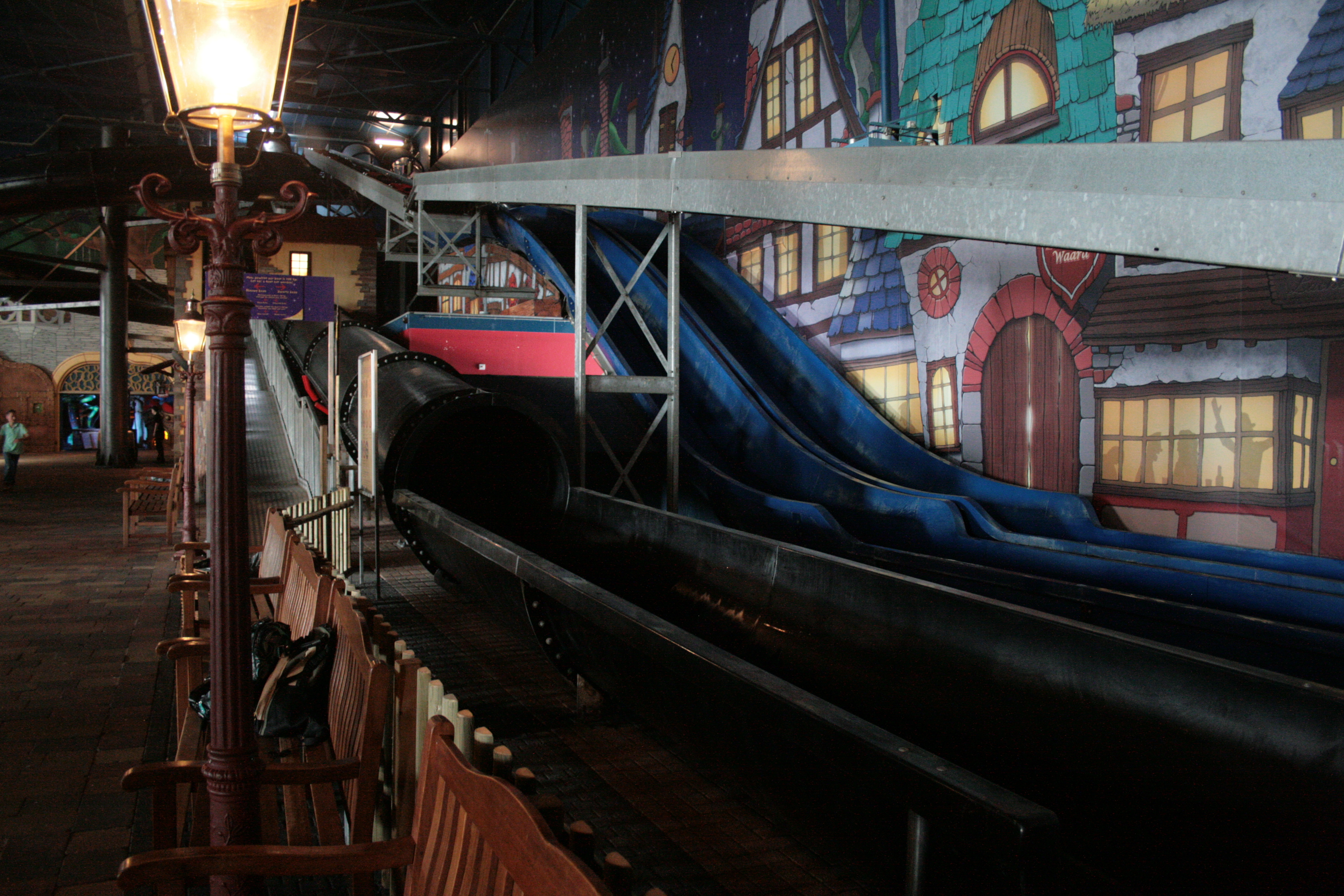
Waterglijbanen in het Land van Toos.

Het Land van Toos is het eerste themagebied van het attractiepark. Het themagebied is grotendeels overdekt. Tot en met halverwege 2018 was het themagebied de hoofdentree van het attractiepark. Het themagebied is vernoemd naar de mascotte van Toverland: Toos Toverhoed. Toos haar beste vriend is een zwijn, genaamd Morrel.
Het Land van Toos is gedecoreerd naar 'oosters en westers toveren'. Het attractieaanbod bestaat voornamelijk uit kinderattracties en speeltoestellen. Een opvallende attractie in het themagebied is de achtbaan Toos-Express. Het traject ligt door het gehele themagebied. Overige attracties zijn onder andere Theekopjes, het Toverhuis en twee waterglijbanen. In de hal bevinden zich een souvenirwinkel en een restaurant.
Onder de twee waterglijbanen bevinden zich een aantal etalages. In de etalages liggen diverse voorwerpen en attributen.

### Wunder Wald

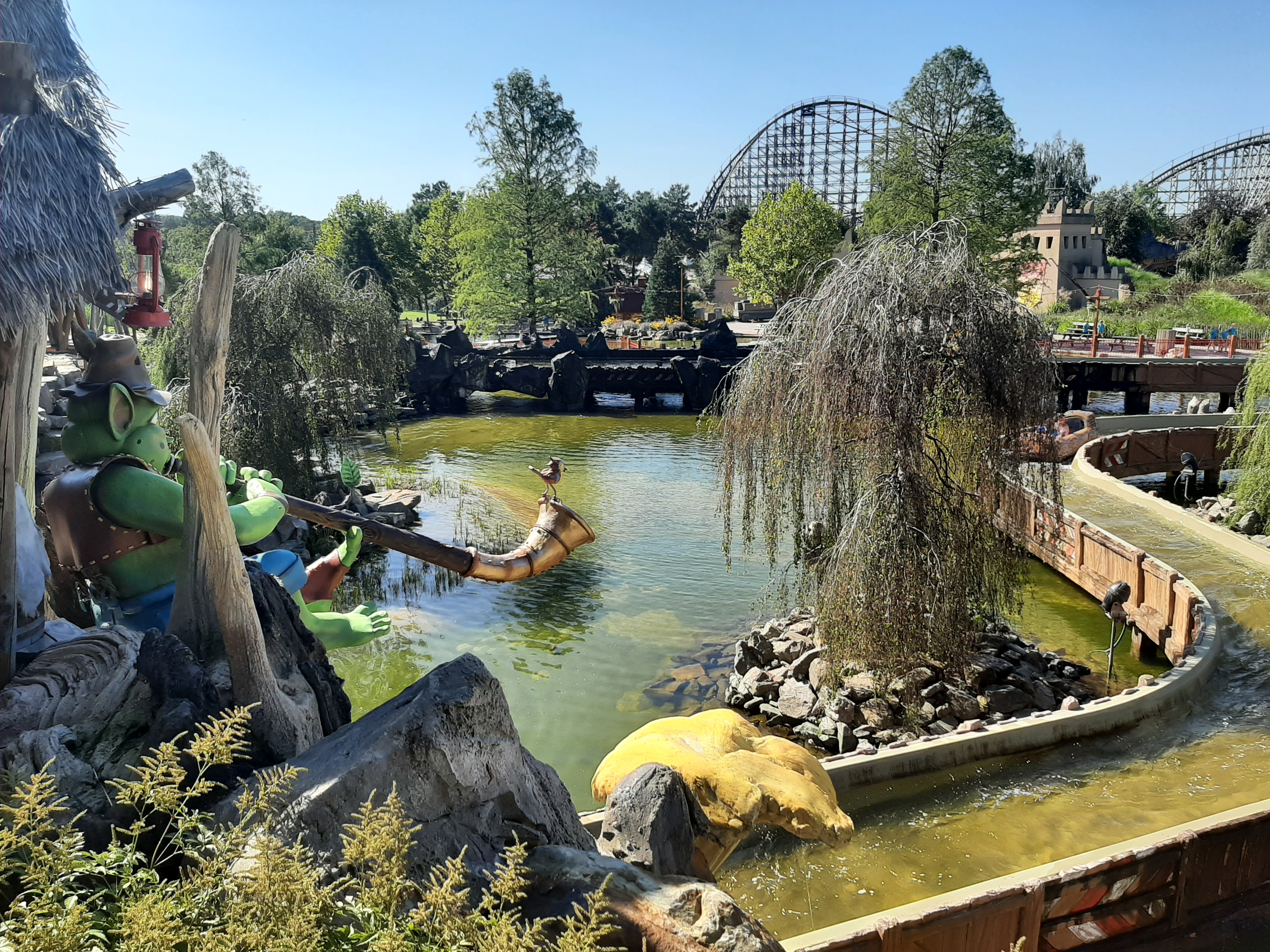
Het buitengebied van themagebied Wunderwald.

Wunder Wald is het tweede themagebied van het attractiepark en grotendeels overdekt. Het themagebied is gedecoreerd naar het gebied rondom de Alpen. Bij de opening van het Wunder Wald in 2004 heette het themagebied Magic Forest. In 2015 met de opening van Maximus' Blitz Bahn kreeg het attractiepark langzaam aan een 'Alpenthema'. Zo kwamen er in de jaren daarop een Biergarten en kregen diverse attracties een Duitstalige naam. Op 7 juli 2018 kreeg het themagebied zijn huidige naam. In het niet overdekte deel van het themagebied bevindt zich een kunstmatige vijver, waarin de boten van de boomstamattractie Expedition Zork varen. Daarnaast ligt een klimparcours. In 2022 werd het buitengebied rondom Expedition Zork gedecoreerd naar een bosgebied. Ook werd door middel van rotsformatie en een houten gebouw de groene loods zoveel als mogelijk gecamoufleerd. Door het buitengebied lopen twee knikkerbanen onder de naam: Maximus' Wunderball. Gezamenlijk zijn de knikkerbanen een lengte van 125 meter en leggen een hoogteverschil van vier meter af.
Wunder Wald telt een souvenirswinkel en twee kiosken waar onride-foto's gekocht kunnen worden. Centraal gelegen bevinden zich diverse horecagelegenheden en een groot klimparcours met glijbanen.

### Ithaka

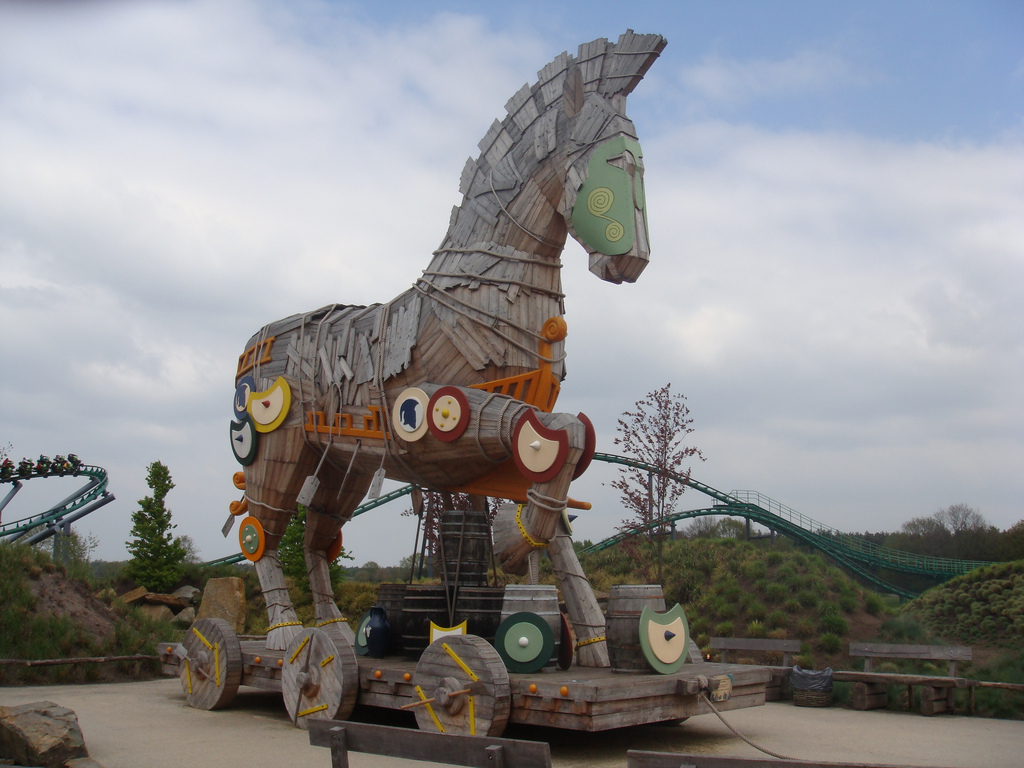
Blikvanger in Ithaka, een houten paard van Troje.

Ithaka is het derde themagebied van Toverland in het westelijke gedeelte van het park. Het is het eerste themagebied dat zich volledig in de buitenlucht bevindt. Het themagebied staat in het teken van het Oude Griekenland en bestond kort na de opening alleen uit de achtbaan Troy. Drie jaar later werd het themagebied uitgebreid met twee nieuwe attracties: Scorpios en Paarden van Ithaka. Vanaf de opening van het themagebied tot 7 juli 2018 heette het themagebied Troy-area.
Het themagebied telt twee entrees. De entree die aan Wunder Wald grenst bestaat uit twee muren met daarin twee torens van acht meter hoog. Daarachter bevindt zich een duinlandschap om met diverse waterpartijen en slingerende wandelpaden. Opvallend punt in de decoratie is een acht meter hoge weergave van het Paard van Troje. Het paard is opgebouwd uit een staalconstructie waaromheen houten platen bevestigd zijn. Het paard zit vast aan een touw, waarin bezoekers kunnen trekken. Dit maakt het Paard van Troje een populair fotopunt in het park. Aan het stationsgebouw van de achtbaan Troy bevindt zich souvenirwinkel Trojaanse Schatten waar producten gerelateerd aan het themagebied gekocht kunnen worden evenals onride-foto's. Tegenover de souvenirwinkel bevindt zich horecagelegenheid Het Houten Paard.

### Magische Vallei

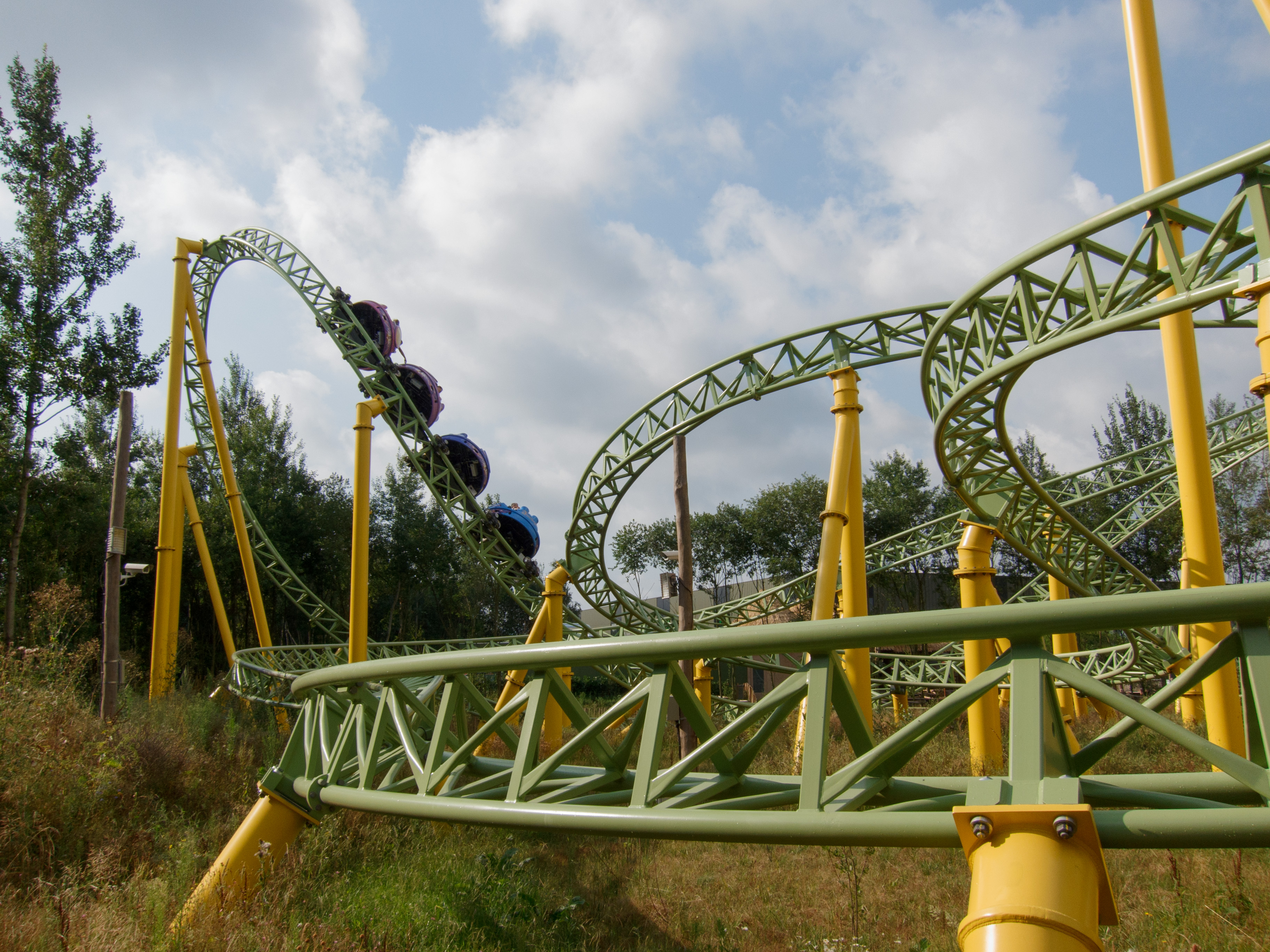
Draaiende achtbaan Dwervelwind.

Dit is het vierde themagebied in het noorden van het park. Ook dit gedeelte is volledig in de buitenlucht. Het themagebied is vernoemd naar het fictieve volk de Dwervels. In het gehele gebied zijn animatronics te vinden van Dwervels. Het themagebied heeft enkele overeenkomsten met het Volk van Laaf in attractiepark de Efteling. Opvallend aan het themagebied zijn de vele rotsformaties en het dijklichaam, waarlangs en waaronder diverse slingerpaadjes lopen. Ook zijn er diverse watervallen en vijvers. Over het dijklichaam ligt het traject van wildwaterbaan Djengu River. Tegen de parkgrens aan ligt draaiende achtbaan Dwervelwind.
In de centraal gelegen vijver worden meerdere keren per dag watershows gehouden onder de naam: Katara Fountain of Magic. De eigenaar van het attractiepark gaf aan dat de watershow geïnspireerd is op een fontein in het hotelresort van Europa-Park.
Ook staat de motorfietsachtbaan Booster Bike, de eerste motorfietsachtbaan ter wereld, in de Magische Vallei. Voor de opening van de Magische Vallei behoorde de achtbaan tot het themagebied Wunder Wald. Grenzend aan de achtbaan bevindt zich een souvenirwinkel.

### Avalon

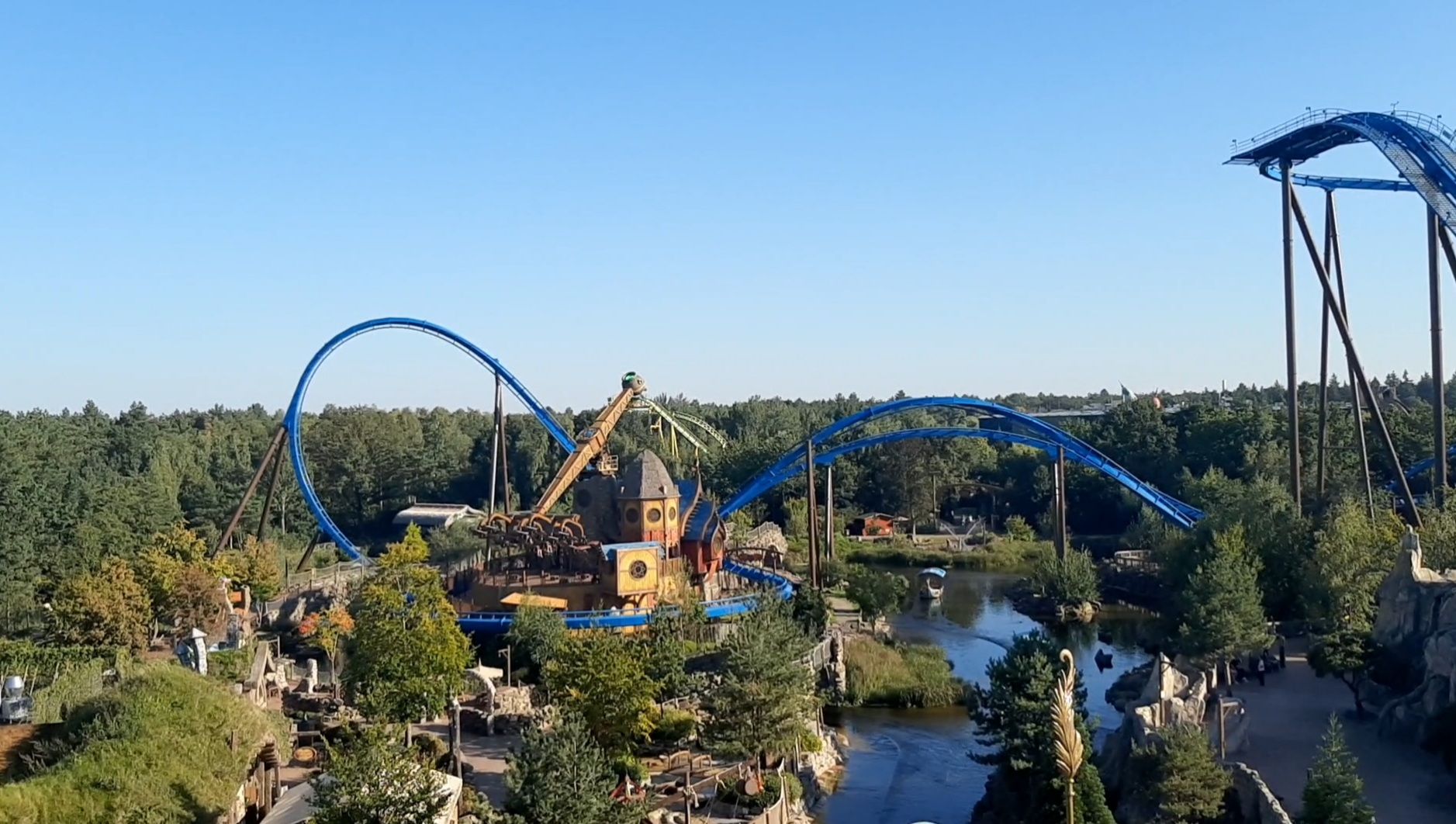
Uitzicht op Avalon vanuit Dragonwatch.

Avalon ligt in het noorden van het park rondom een voormalige visvijver. Het themagebied heeft als thema middeleeuws en mythisch en opende 7 juli 2018. Avalon telt zes attracties, Fēnix, Merlin's Quest, Pixarus, Dragonwatch, Garden Tour en Jumping Juna en een restaurant: The Flaming Feather. Dit is tevens het eerste restaurant van het park waar bediening aanwezig is. De hoofdroute ligt rond de vijver en is vijf meter breed. In Avalon zijn verschillende (water)speeltuinen te vinden zoals Arthur's Tournament Training, een speelplaats uitgevoerd als trainingsparcours. Volgens de hoofdontwerper van Toverland verwijst dit naar het verhaal dat tovenaar Merlijn Arthur opleidt tot page, later tot ridder en koning wordt. De hoofdroute heeft diverse smalle slingerpaadjes die dwars door het themagebied gaan. De ontwerper van het themagebied gaf aan dat in Avalon over details te vinden zijn en ook rekening gehouden is met het landschap en hoe het zicht voor bezoekers is vanaf diverse punten. Aan de zuidkant van de vijver ligt een uitkijkpunt waarop zich een steen met het zwaard van Excalibur bevindt. Dit is een van de fotopunten in het attractiepark. Aan de oostkant van het themagebied ligt Waterdwarf Alley. Dit zijn vier interactieve elementen die langs een wandelpad liggen. Het bestaat uit:

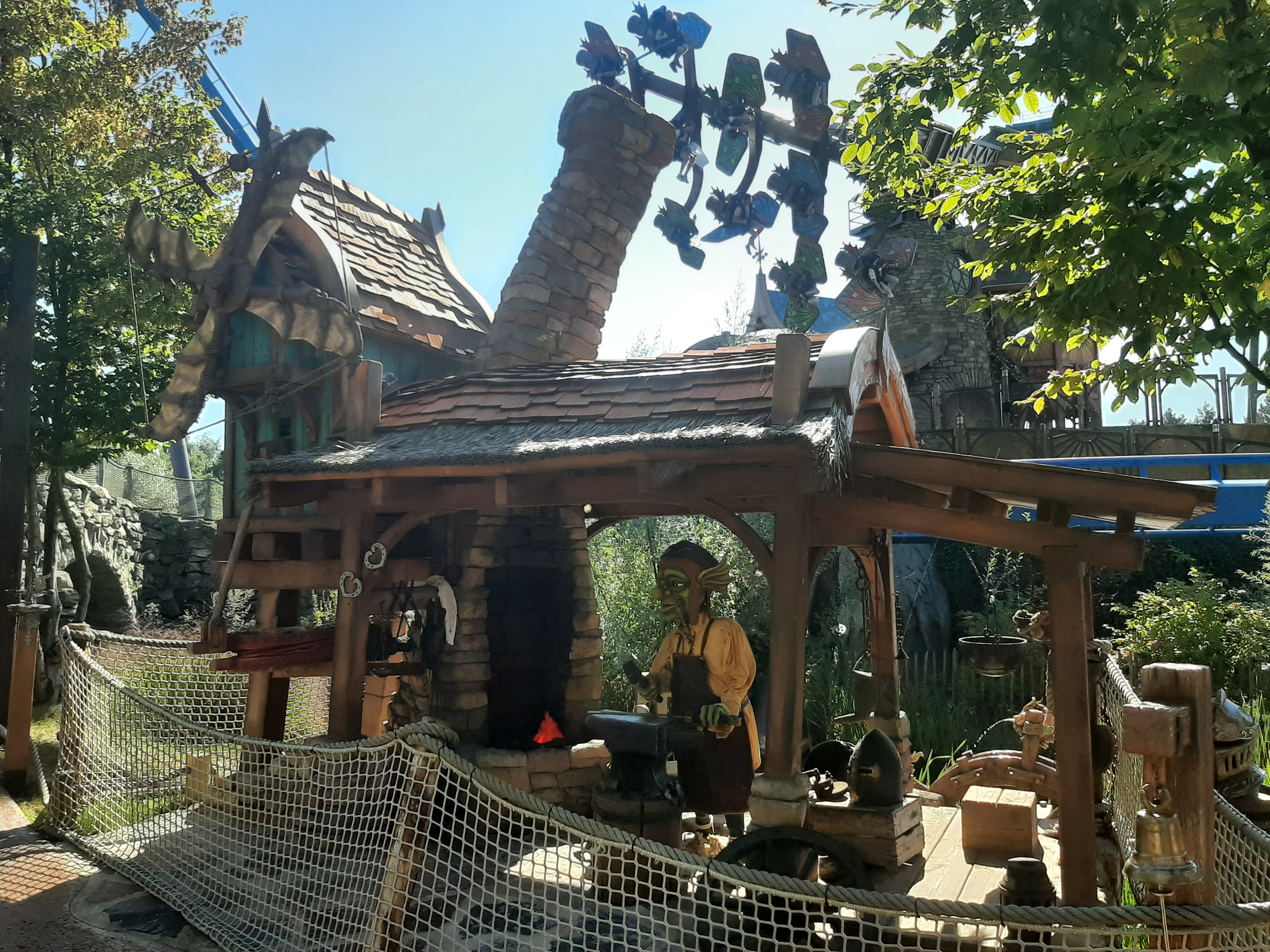
Blacksmiths' Workshop, een van de taferelen in Waterdwarf Alley.

- Blacksmiths' Workshop; dit een kleine molen met ernaast een overkapping. Onder de overkapping staat een fictief wezen dat fungeert als smid.
- Frost Dragon Statue; dit is een standbeeld van een draak aan een houten paal. Dit is een verwijzing naar Morgana die volgens het achtergrondverhaal in het verleden Avalon overgenomen had. Wanneer bezoekers bezoekers op het witte hart voor standbeeld drukken, wordt er een element geactiveerd.
- Books & Spells House; in dit stenen gebouw is tovenaar Merlijn te zien die aan het schaken is met een fictief wezen. Voor het gebouw staat een kist met daarop een zandloper. Wanneer deze omgedraaid wordt, heeft dit invloed op de bewegingen van elementen in het gebouw.
- Creatures Cottage; in dit gebouw bevindt zich een draak die zijn hoofd in de schoorsteen gestoken heeft. Zijn hoofd steekt vanuit de schoorsteen op het dak.

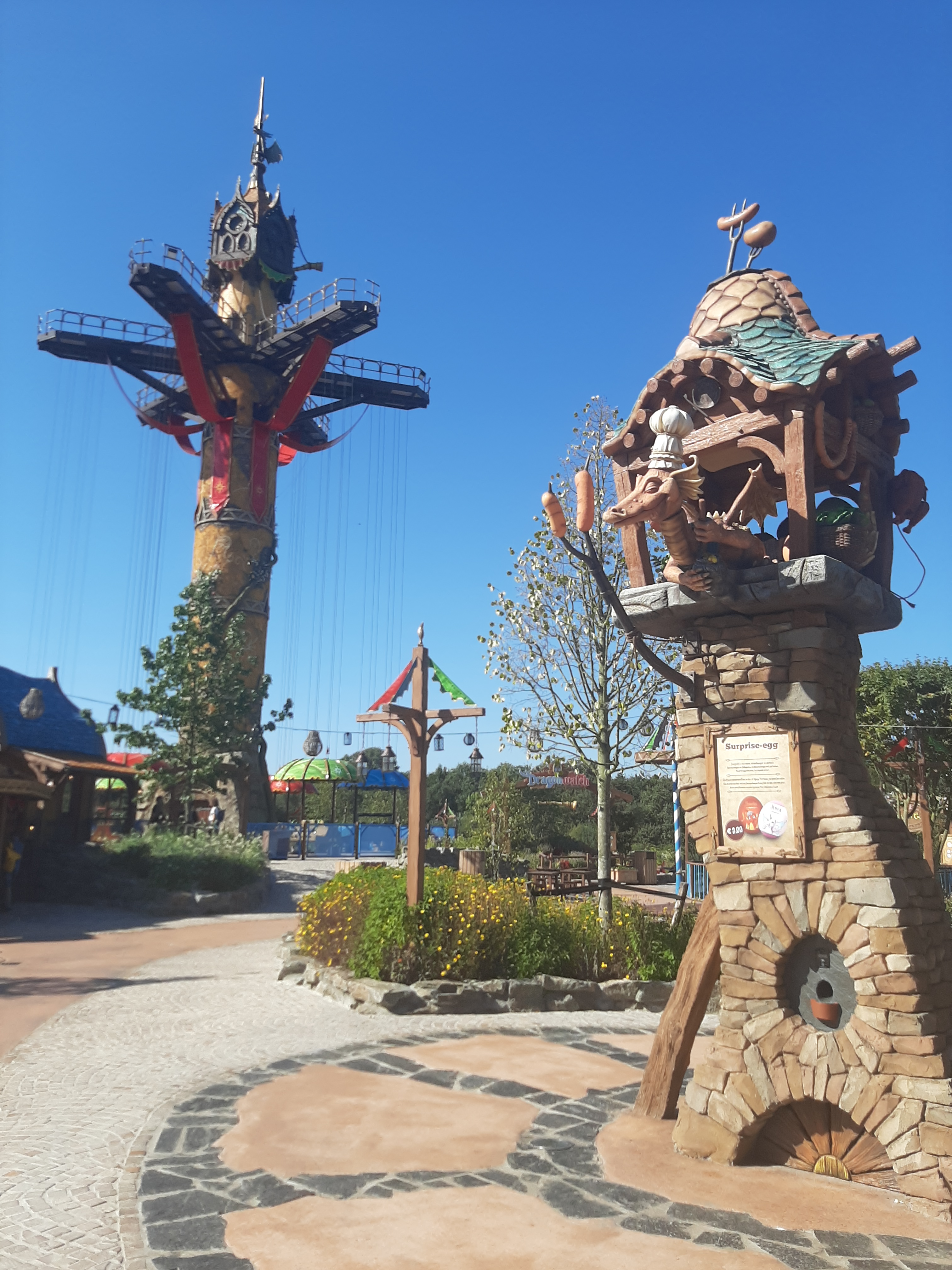
Draak Spicy Pete met op de achtergrond de attractie Dragonwatch.

Verder bevindt zich ten westen van Avalon een souvenirwinkel bij de uitgang van achtbaan Fenix: Merlin's Magical Treasures. Deze souvenirwinkel verkoopt actiefoto's van achtbaan Fenix en Avalon gerelateerde souvenirs. In de laatste bocht van achtbaan Fenix staan in een rondje een paar stenen met inscripties opgesteld. Deze waren eerder te vinden in de helix van Fenix, maar verplaatst vanwege de komst van Pixarus. Op het plein voor restaurant The Flaming Feather, in het noorden van Avalon, staat en stenen bouwwerk waarop een draak zit. Deze draak heeft Spicy Pete. Bij Spicy Pete kunnen bezoekers een verrassingsei kopen uit een automaat. Door middel van een contactloze betaling rolt er wit of rood ei uit de automaat met daarin een sticker, snoep en sleutelhanger. Ook begint de draak tegen de bezoeker te spreken. Aan het plein liggen de attracties, Dragonwatch, Jumping Juna en Garden Tour. Ook bevinden zich er toiletten die gedecoreerd zijn naar een paardenstal en zijn er geluidseffecten aanwezig. Naast de toiletruimte is een deels overdekte speeltuin voor peuters. De speelplek is omheind en afgesloten met een hek. Het idee erachter is dat het makkelijk is voor ouders om toezicht te houden op de kinderen.

### Port Laguna

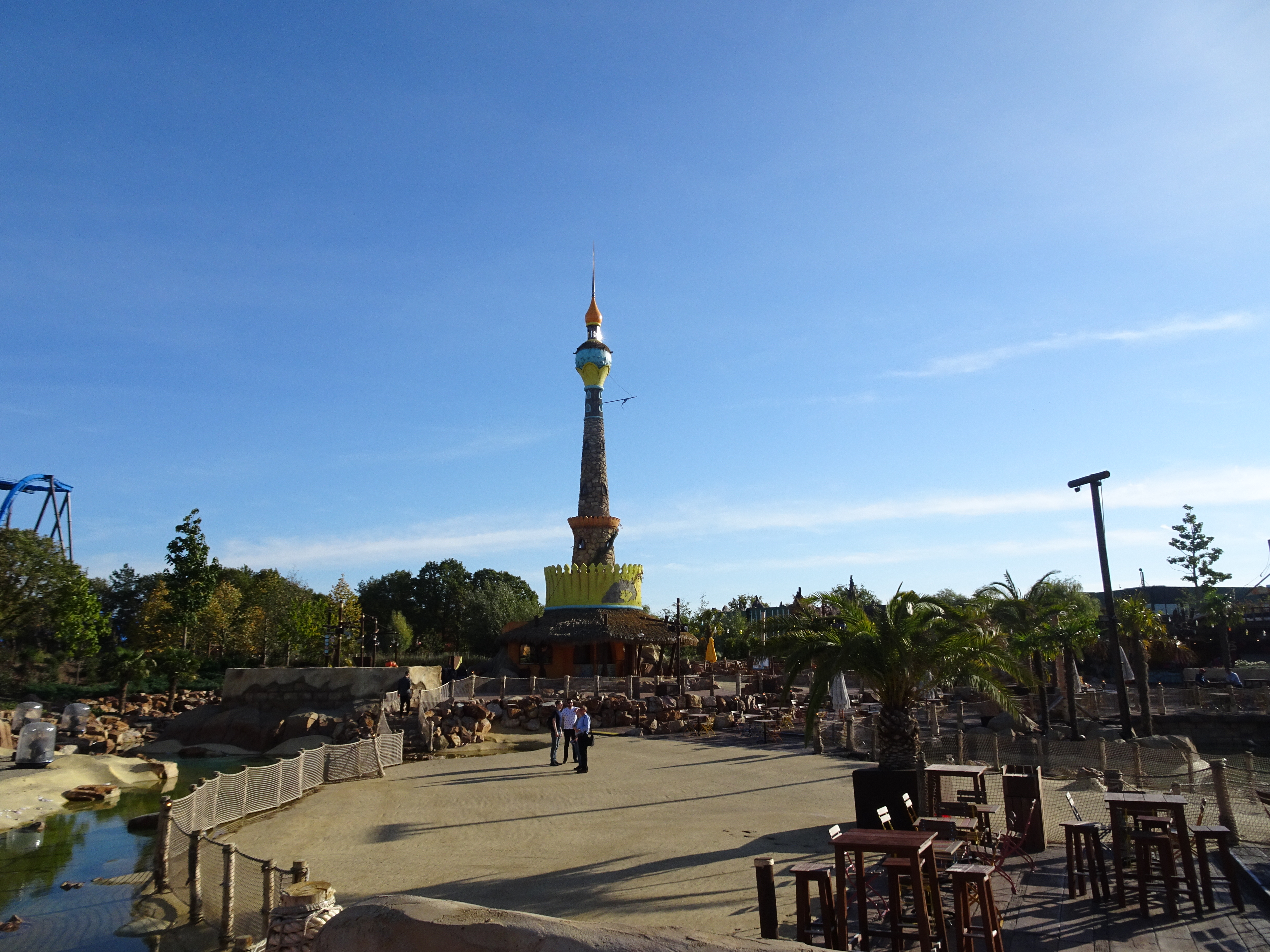
Overzicht van het themagebied met als blikvanger vuurtoren Solaris. Solaris herbergt een IJssalon.

Port Laguna opende op 7 juli 2018 ten noorden van de achtbaan Troy. Port Laguna is de hoofdentree van het park. De entreezone heeft een mediterraanthema en hoofdstraat van tien meter breed in een hoefijzervorm. Aan de hoofdstraat bevinden zich diverse horecagelegenheden, souvenirswinkels, sanitaire voorzieningen en kunnen er kermisspellen gespeeld worden zoals kamelenrace. Door het gehele themagebied bevinden zich meerdere interactieve punten. Bij deze 'hotspots' kan men met behulp van een toverstaf voorwerpen in beweging laten brengen. Deze interactieve route wordt door het attractiepark als losse attractie aangeboden onder de naam Exploria Magica. De toverstaven kunnen gekocht of gehuurd worden bij een souvenirwinkel. Bezoekers krijgen er een kaart bij, waarop alle interactieve onderdelen aangegeven staan. Tot een jaar na de opening van de Exploria Magica was het huren van een toverstaf niet mogelijk.
Ter hoogte van de route richting themagebied Magische Vallei bevindt zich de interactieve show Magiezijn. Bezoekers worden door een entertainer naar een ruimte meegenomen waar diverse beweegbare objecten en speciale effecten te vinden zijn. Tezamen met diverse showelementen dienen bezoekers deze te activeren. Naast het Magiezijn ligt souvenirwinkel Magistralis' Magic Store. Blikvanger is de vuurtoren in het themagebied. De vuurtoren heeft als naam Solaris en herbergt een ijssalon.
In het midden van Port Laguna is een rond plein waar zich terrassen en speeltoestellen bevinden. Ook is hier op gezette tijden entertainment te vinden. Tijdens evenementen zoals Halloween en de Midzomeravonden wordt deze locatie gebruikt voor shows en parades.
De ontwerper van Toverland gaf aan dat hij een 'klassieke' entreezone zoals een hoofdstraat wilde vermijden. Het moest geen Main Street uit een Disney-park worden.

## Economie

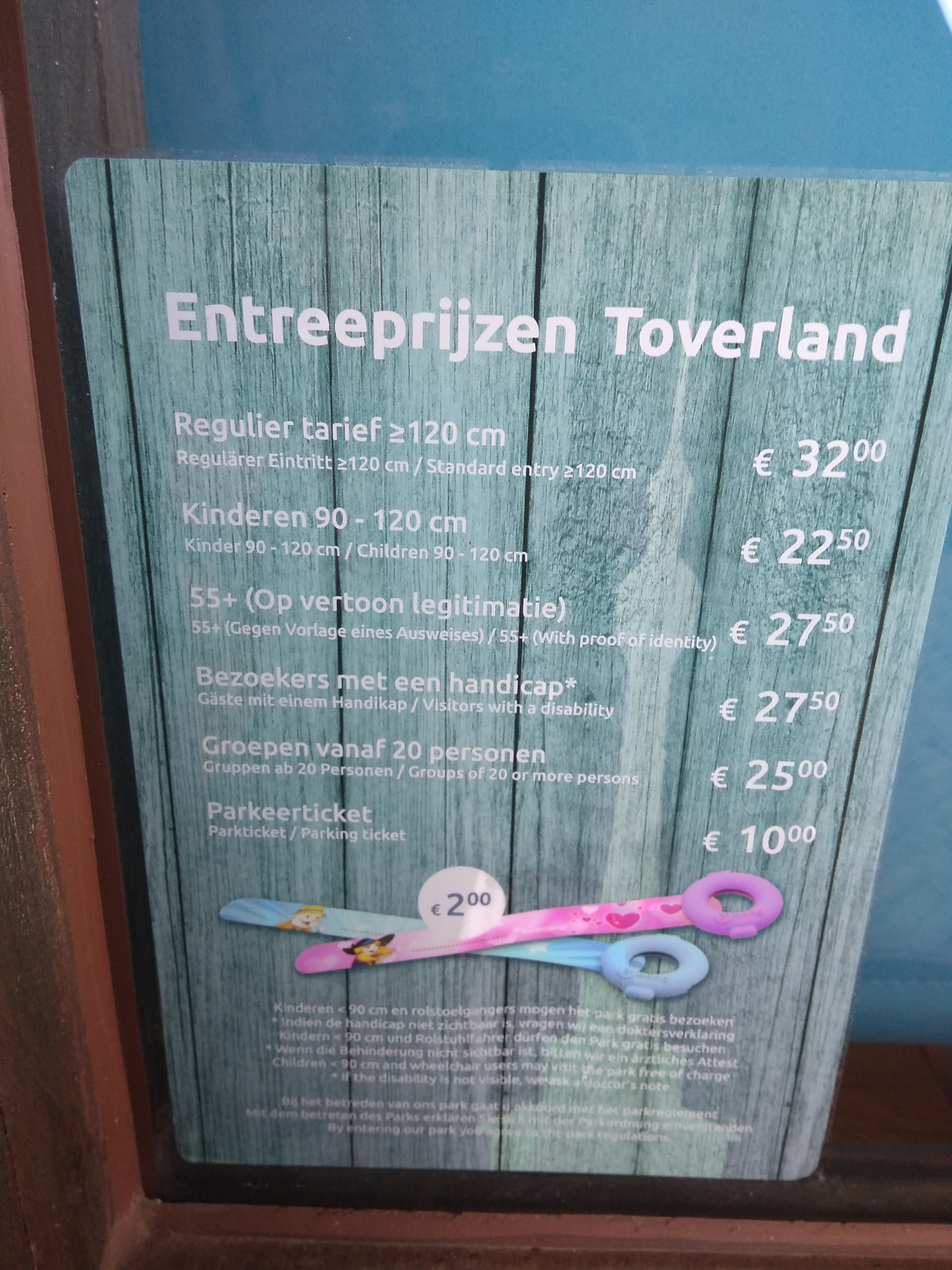
Entreeprijzen in 2018

### Beheer
Attractiepark Toverland is onderdeel van de Gelissen Group, eigendom van Jean Gelissen. Zijn zus, Caroline Kortooms, was tot en met november 2019 directeur van het attractiepark. Een aantal familieleden is ook werkzaam in het familiebedrijf.

### Personeel
In Attractiepark Toverland werken circa 500 personen. Toverland heeft er bewust voor gekozen om ook veel 50-plussers in dienst te nemen. Circa dertig procent van het personeelsbestand is ouder dan 50 jaar. "In een evenwichtig team werken diverse soorten mensen. Dus óók 50 plussers", aldus de directie van Toverland.

### Toverland Finance
Binnen de Gelissen Group is het bedrijf Toverland Finance B.V. opgericht. Buiten de bank wilde Toverland personen de mogelijkheid geven om te investeren in het attractiepark. Investeerders konden obligaties kopen voor € 50.000 met een minimum van € 100.000. De investeerders kregen hiervoor rente. De € 4 miljoen kostende bouw van Maximus' Blitz Bahn in de periode 2014/2015 is volledig betaald door investeerders.
Een van de investeerders is de Nederlandse attractiebouwer ETF Ride Systems.

### Openingstijden
Tot en met de winterperiode van 2021/2022 was het park in de zomermaanden helemaal geopend, maar in de winter slechts gedeeltelijk. Vanaf de winterperiode van 2022/2023 zal het park ook in de wintermaanden volledig open zijn, inclusief een nieuw concept genaamd "Winter Feelings". In deze periode is het park alleen in de weekenden open, net als tijdens het pre-season. In de lente- en zomerperioden is het park iedere dag geopend.

### Bezoekersaantallen
Dagrecords bezoekersaantallen
| Datum      | Bezoekers |
| ---------- | --------- |
| 31-08-2013 | ± 11.000  |
| 5-08-2015  | ± 11.000  |
| 11-08-2015 | ± 11.000  |
| 15-08-2018 | ± 14.000  |
| 27-10-2018 | ± 14.000  |
| 26-10-2019 | ± 14.000  |
| 26-10-2022 | ± 16.000  |

## Evenementen
Het attractiepark organiseert jaarlijks diverse evenementen, waaronder een aantal jaarlijks terugkerende.

### Midzomeravonden
De Midzomeravonden zijn op een aantal dagen in de maanden juli en augustus. Het attractiepark is dan geopend tot 21:00 uur. Buiten de lange openingstijden wordt het entertainmentaanbod uitgebreid.

### Halloween
Het attractiepark kent rond Halloween twee evenementen rondom het thema Halloween. De evenementen vinden eind oktober plaats. Halloween Days vindt overdag plaats en wordt als 'minder eng' bestempeld. In de avonduren start Halloween Nights, waarbij door het gehele park entertainers rondlopen die bezoekers schrik proberen aan te jagen. Er zijn dan ook vijf verschillende spookhuizen te ontdekken: Maison de la magie, Trapped, The Dollhouse, Now you’re mine, en The Witches Forest. De spookhuizen zijn niet inbegrepen bij het bezoek.

### YouTube-event
Een jong evenement in het park is het YouTube-event. Dit vindt een dag plaats, waarbij het park diverse bekende YouTube-vloggers uitgenodigd heeft. In 2019 werd tijdens dit YouTube-event een achtbaanmarathon gehouden. Vier YouTubers maakten 100 ritjes in de houten achtbanen Troy en Toos-Express (vanwege onweer nam de overdekte achtbaan Toos-Express de laatste zeven ritjes over om tot de vereiste 100 ritjes te komen).

### Winter Feelings
Winter Feelings is de naam van een winterevenement in het park. De eerste editie vond plaats in de winter van 2022-2023.

## Inspiratie
Toverland heeft zich laten inspireren door diverse attractieparken wereldwijd. Hun grootste inspiratiebron is het Duitse park Europa-Park, volgens voormalig directrice Caroline Kortooms in een interview. Er zijn in het park daardoor ook kleine verwijzingen naar Europa-Park te vinden zoals de voormalige Milkawinkel bij Maximus' Blitz Bahn. Het idee voor een watershow is geïnspireerd door een fontein voor een hotel van Europa-Park.
Het themagebied Magische Vallei heeft veel overeenkomsten met het Volk van Laaf in attractiepark de Efteling. Dit komt omdat voormalig Eftelingontwerper Ton van de Ven geholpen heeft bij het realiseren van het themagebied.
In themagebied Avalon bevindt zich een restaurant dat veel weg heeft van de Hobbitwoningen in de films van de The Hobbit. Het nieuwe entreegebied Port Laguna is geïnspireerd op de entreezones van Universal's Islands of Adventure en Disney's Animal Kingdom.

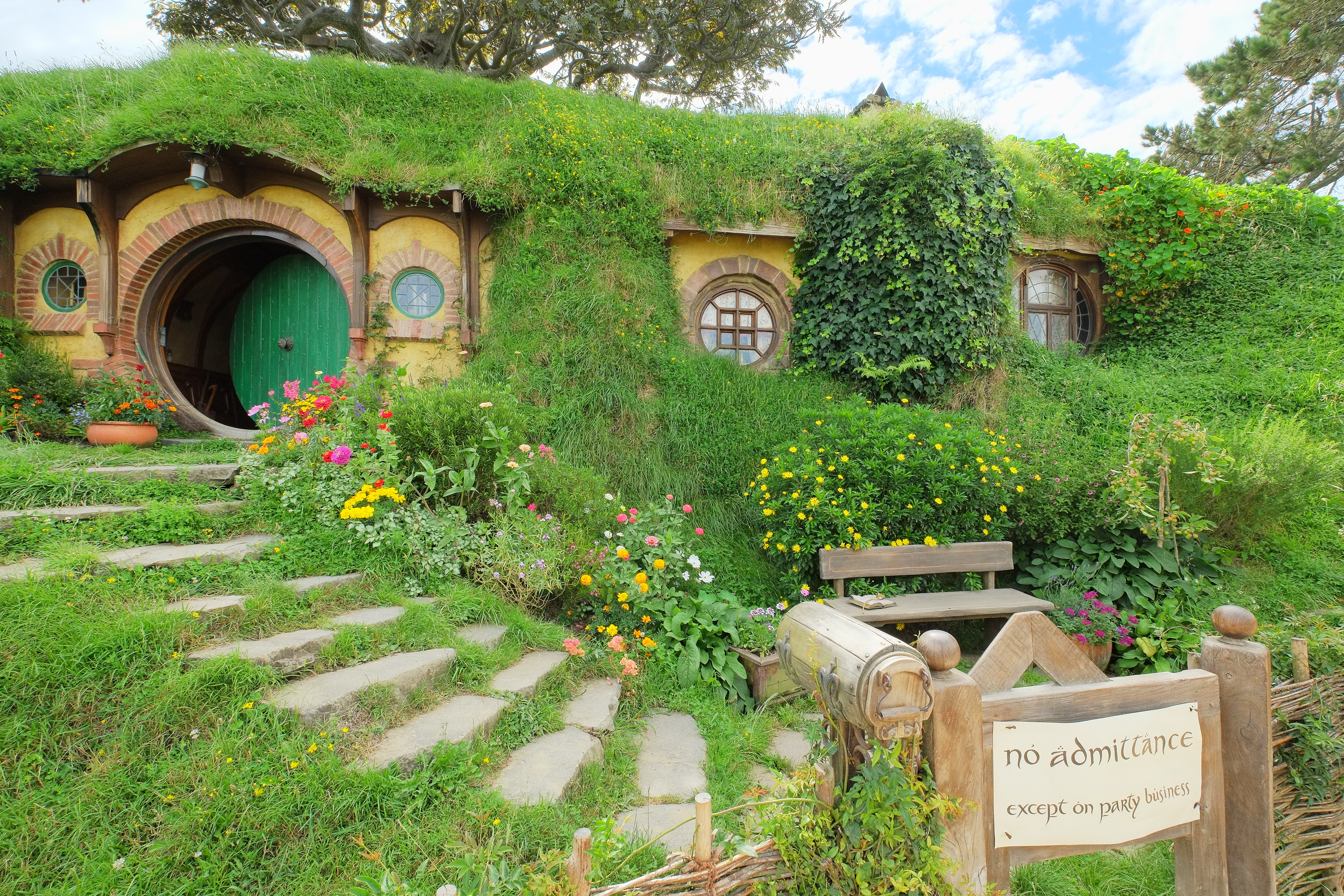
The Hobbit was een inspiratiebron voor restaurant Flaming Feather
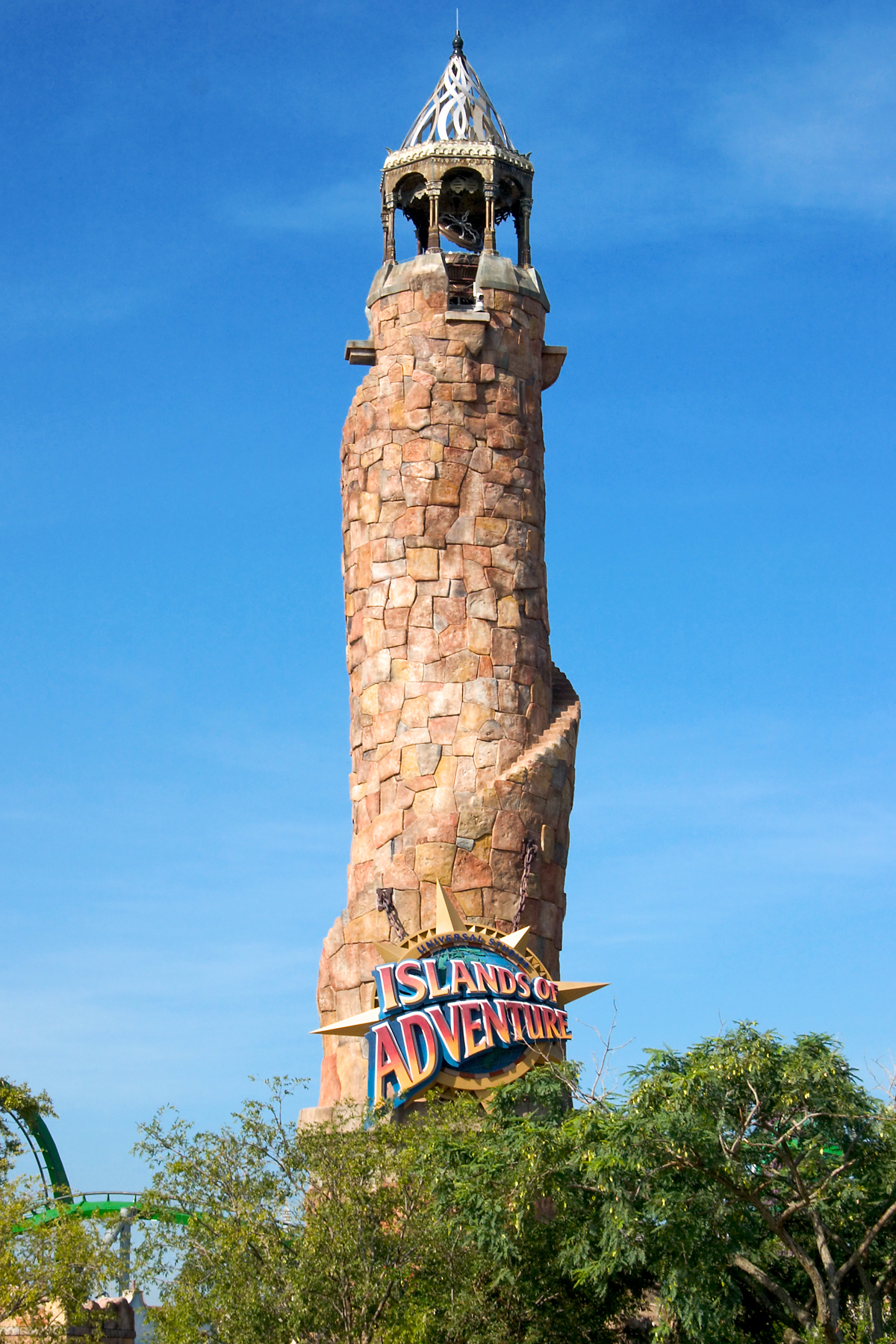
Universal's Islands of Adventure was een inspiratiebron voor themagebied Port Laguna
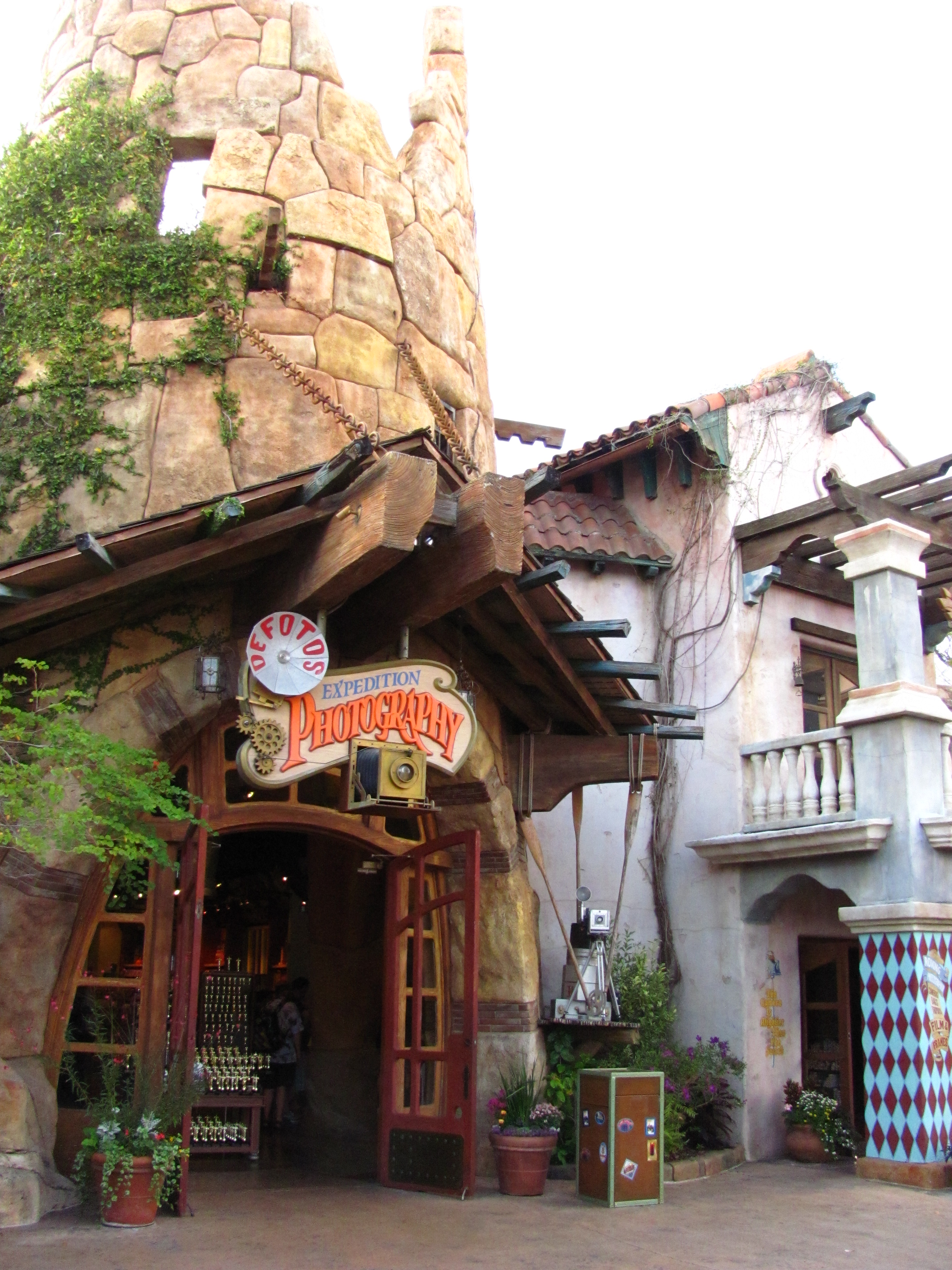
De architectuur in Universal's Islands of Adventure komt overeen met Port Laguna
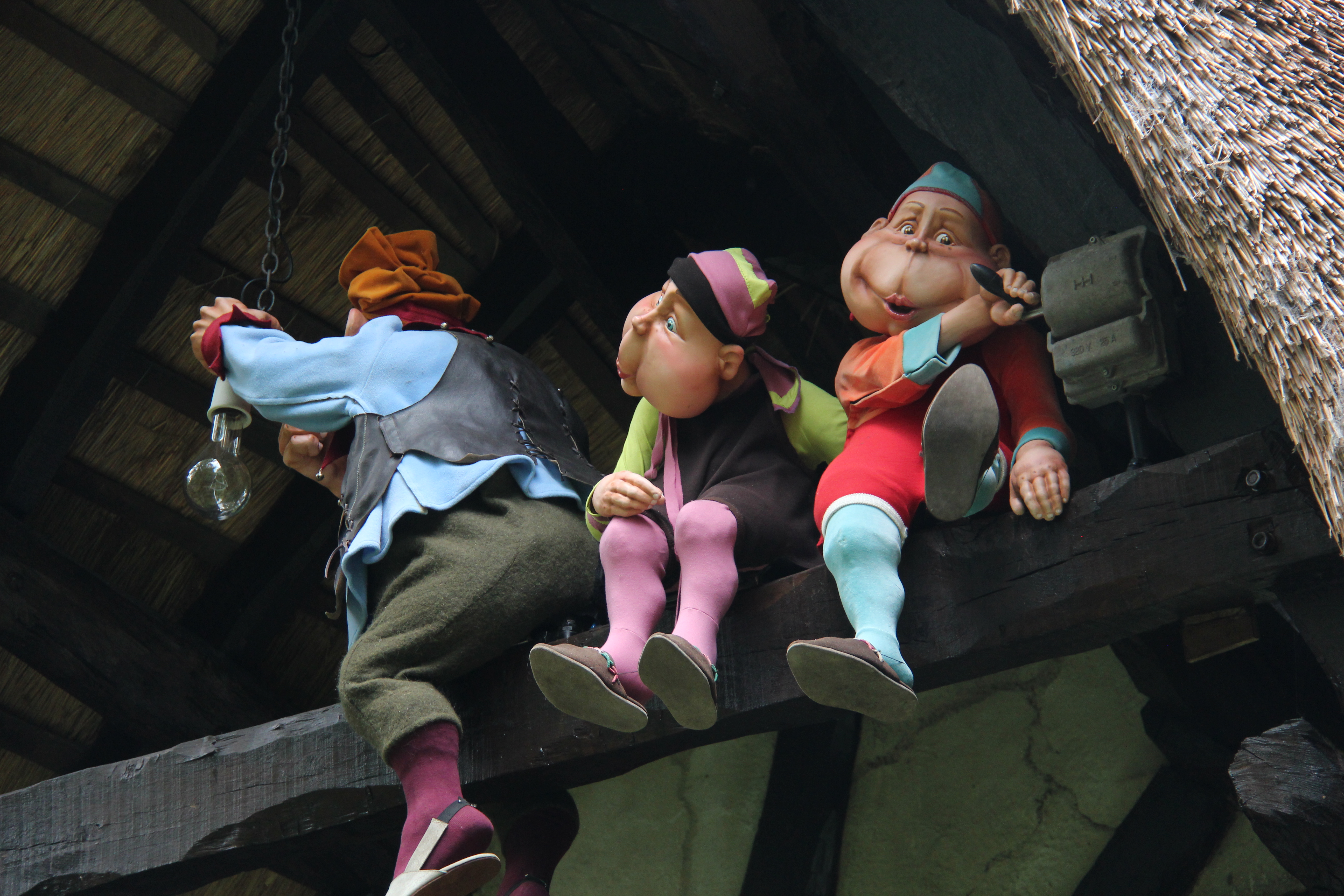
Diverse overeenkomsten tussen themagebied Magische Vallei en het Volk van Laaf in de Efteling
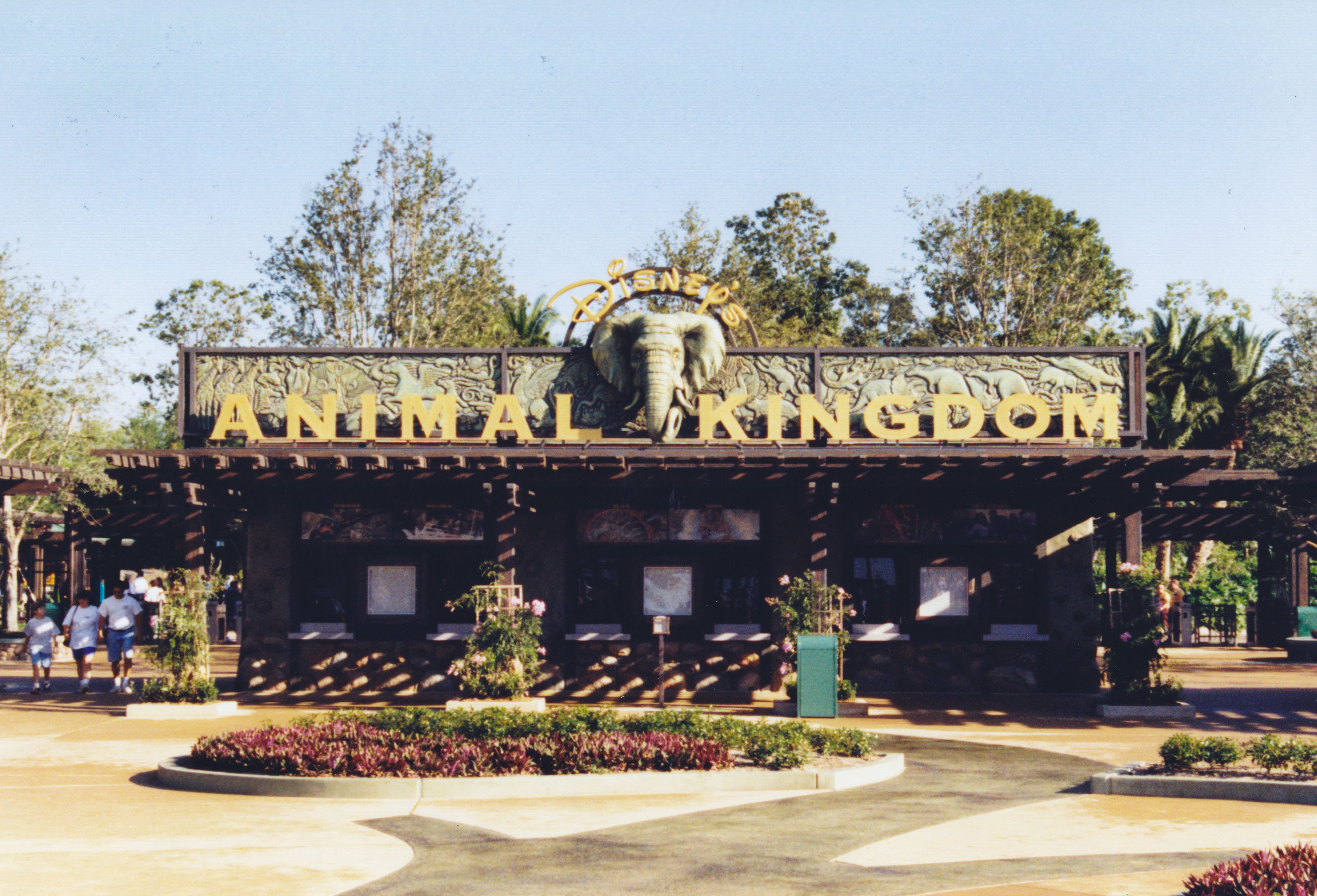
De entree van Disney's Animal Kingdom diende als inspiratie voor de entree van Port Laguna
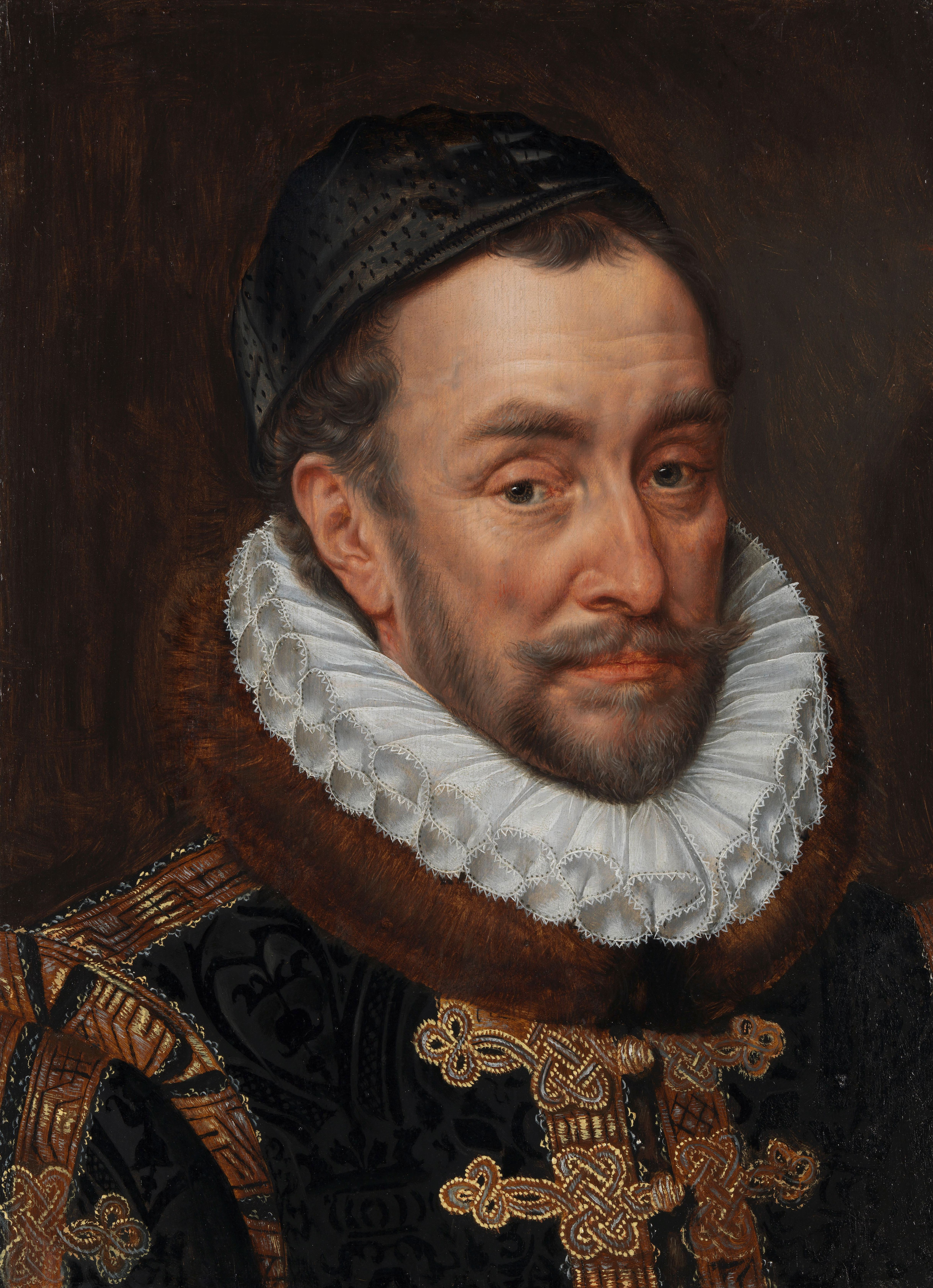
Dit portret van Willem van Oranje was (in spiegelbeeld) op een aantal plaatsen terug te vinden in het themagebied Land van Toos

## Infrastructuur
Toverland ligt aan een zijweg van de N277. Op ongeveer drie kilometer afstand ligt afslag Helden van de A67.
Busmaatschappij Flixbus wil het attractiepark meenemen in zijn uitbreidingen.
Voor het park bevindt zich een bushalte.
Het park heeft haar eigen straatnaam: Toverlaan. Er bevindt zich slechts één huisnummer aan de Toverlaan, nummer 2. Hier is het park gevestigd.
Begin 2024 gaf Rijkswaterstaat aan dat de groeiende bezoekersaantallen een probleem kunnen zijn in de toekomst voor onder meer de N277 en A67.

## Onderscheidingen
2024
- Tweede plaats bij de verkiezing van het leukste uitje van Nederland georganiseerd door de ANWB.[84]

2020
- Tweede plaats bij de verkiezing van het beste uitje van Nederland en beste attractiepark van Nederland georganiseerd door de ANWB.[85]
- Eerste plaats bij de Nederlandse Scare Awards in de categorie "Best Makeup" en winnaar van de publieksprijs.[86]

2018
- European Star Award voor beste attractiepark (categorie: ≤ 1 miljoen bezoekers), beste nieuwe achtbaan van Europa (2e plaats) en beste houten achtbaan van Europa.[87]

2014
- Zoover Award voor beste attractiepark van Nederland en een vijfde plaats voor beste attractiepark van Europa.[88][89]
- Toverland twee Diamond ThemePark Awards voor de beste achtbaan van Nederland (Troy) en beste uitbreiding van 2013 (Magische Vallei).[90]

2013
- Het Duitse 'Freizeit Tester Team' riep het themagebied Magische Vallei uit tot beste nieuwe uitbreiding van alle Europese attractieparken.[91]

2012
- Toverland ontvangt een Diamond ThemePark Award voor de achtbaan Troy.[92]
- De leden van de ANWB kiezen Toverland tot leukste uitje van Nederland.[15]